# Llista d'asteroides (228001-229000)
Llista d'asteroides del 228.001 al 229.000, amb data de descoberta i descobridor. És un fragment de la llista d'asteroides completa. Als asteroides se'ls dona un número quan es confirma la seva òrbita, per tant apareixen llistats aproximadament segons la data de descobriment.

## 228001–228100
| Nom           | Designació provisional | Data de descobriment   | Lloc de descobriment | Descobridor/s          |
| ------------- | ---------------------- | ---------------------- | -------------------- | ---------------------- |
| 228001        | 2007 MD5               | 17 de juny de 2007     | Kitt Peak            | Spacewatch             |
| 228002        | 2007 MP7               | 18 de juny de 2007     | Kitt Peak            | Spacewatch             |
| 228003        | 2007 MF12              | 21 de juny de 2007     | Mount Lemmon         | Mt. Lemmon Survey      |
| 228004        | 2007 QC5               | 31 d'agost de 2007     | Siding Spring        | K. Sarneczky, L. Kiss  |
| 228005        | 2007 QR12              | 16 d'agost de 2007     | XuYi                 | PMO NEO Survey Program |
| 228006        | 2007 RL6               | 3 de setembre de 2007  | Pla D'Arguines       | R. Ferrando            |
| 228007        | 2007 RE27              | 4 de setembre de 2007  | Mount Lemmon         | Mt. Lemmon Survey      |
| 228008        | 2007 RG157             | 11 de setembre de 2007 | Mount Lemmon         | Mt. Lemmon Survey      |
| 228009        | 2007 RL162             | 14 de setembre de 2007 | Anderson Mesa        | LONEOS                 |
| 228010        | 2007 RL164             | 10 de setembre de 2007 | Kitt Peak            | Spacewatch             |
| 228011        | 2007 RB288             | 11 de setembre de 2007 | Mount Lemmon         | Mt. Lemmon Survey      |
| 228012        | 2008 CE192             | 2 de febrer de 2008    | Kitt Peak            | Spacewatch             |
| 228013        | 2008 DK17              | 24 de febrer de 2008   | Kitt Peak            | Spacewatch             |
| 228014        | 2008 ER41              | 4 de març de 2008      | Kitt Peak            | Spacewatch             |
| 228015        | 2008 ED139             | 11 de març de 2008     | Kitt Peak            | Spacewatch             |
| 228016        | 2008 EH147             | 1 de març de 2008      | Kitt Peak            | Spacewatch             |
| 228017        | 2008 ES148             | 2 de març de 2008      | Kitt Peak            | Spacewatch             |
| 228018        | 2008 FO8               | 25 de març de 2008     | Kitt Peak            | Spacewatch             |
| 228019        | 2008 FC15              | 26 de març de 2008     | Kitt Peak            | Spacewatch             |
| 228020        | 2008 FQ15              | 26 de març de 2008     | Kitt Peak            | Spacewatch             |
| 228021        | 2008 FV15              | 26 de març de 2008     | Kitt Peak            | Spacewatch             |
| 228022        | 2008 FM54              | 28 de març de 2008     | Mount Lemmon         | Mt. Lemmon Survey      |
| 228023        | 2008 FZ69              | 28 de març de 2008     | Kitt Peak            | Spacewatch             |
| 228024        | 2008 FQ71              | 30 de març de 2008     | Kitt Peak            | Spacewatch             |
| 228025        | 2008 FG73              | 30 de març de 2008     | Kitt Peak            | Spacewatch             |
| 228026        | 2008 FF94              | 29 de març de 2008     | Kitt Peak            | Spacewatch             |
| 228027        | 2008 FF96              | 29 de març de 2008     | Mount Lemmon         | Mt. Lemmon Survey      |
| 228028        | 2008 FY117             | 31 de març de 2008     | Kitt Peak            | Spacewatch             |
| 228029 MANIAC | 2008 GN                | 2 d'abril de 2008      | La Canada            | J. Lacruz              |
| 228030        | 2008 GO1               | 5 d'abril de 2008      | Catalina             | CSS                    |
| 228031        | 2008 GS1               | 4 d'abril de 2008      | La Sagra             | La Sagra               |
| 228032        | 2008 GS20              | 3 d'abril de 2008      | Socorro              | LINEAR                 |
| 228033        | 2008 GZ40              | 4 d'abril de 2008      | Kitt Peak            | Spacewatch             |
| 228034        | 2008 GG45              | 4 d'abril de 2008      | Catalina             | CSS                    |
| 228035        | 2008 GJ57              | 5 d'abril de 2008      | Mount Lemmon         | Mt. Lemmon Survey      |
| 228036        | 2008 GO59              | 5 d'abril de 2008      | Kitt Peak            | Spacewatch             |
| 228037        | 2008 GQ68              | 6 d'abril de 2008      | Kitt Peak            | Spacewatch             |
| 228038        | 2008 GE79              | 7 d'abril de 2008      | Kitt Peak            | Spacewatch             |
| 228039        | 2008 GQ81              | 7 d'abril de 2008      | Kitt Peak            | Spacewatch             |
| 228040        | 2008 GX97              | 8 d'abril de 2008      | Kitt Peak            | Spacewatch             |
| 228041        | 2008 GO111             | 7 d'abril de 2008      | Socorro              | LINEAR                 |
| 228042        | 2008 GW119             | 11 d'abril de 2008     | Kitt Peak            | Spacewatch             |
| 228043        | 2008 GQ138             | 6 d'abril de 2008      | Kitt Peak            | Spacewatch             |
| 228044        | 2008 HD5               | 24 d'abril de 2008     | Kitt Peak            | Spacewatch             |
| 228045        | 2008 HW12              | 24 d'abril de 2008     | Kitt Peak            | Spacewatch             |
| 228046        | 2008 HM18              | 26 d'abril de 2008     | Kitt Peak            | Spacewatch             |
| 228047        | 2008 HH21              | 26 d'abril de 2008     | Kitt Peak            | Spacewatch             |
| 228048        | 2008 HN21              | 26 d'abril de 2008     | Kitt Peak            | Spacewatch             |
| 228049        | 2008 HE31              | 29 d'abril de 2008     | Kitt Peak            | Spacewatch             |
| 228050        | 2008 HD34              | 27 d'abril de 2008     | Kitt Peak            | Spacewatch             |
| 228051        | 2008 HQ36              | 30 d'abril de 2008     | Kitt Peak            | Spacewatch             |
| 228052        | 2008 HZ41              | 26 d'abril de 2008     | Mount Lemmon         | Mt. Lemmon Survey      |
| 228053        | 2008 HK67              | 29 d'abril de 2008     | Kitt Peak            | Spacewatch             |
| 228054        | 2008 HB70              | 30 d'abril de 2008     | Catalina             | CSS                    |
| 228055        | 2008 JV9               | 3 de maig de 2008      | Kitt Peak            | Spacewatch             |
| 228056        | 2008 JU11              | 3 de maig de 2008      | Kitt Peak            | Spacewatch             |
| 228057        | 2008 JA20              | 6 de maig de 2008      | Vicques              | M. Ory                 |
| 228058        | 2008 JV24              | 8 de maig de 2008      | Socorro              | LINEAR                 |
| 228059        | 2008 JH34              | 14 de maig de 2008     | Catalina             | CSS                    |
| 228060        | 2008 KB                | 25 de maig de 2008     | Vail-Jarnac          | Jarnac                 |
| 228061        | 2008 KR9               | 27 de maig de 2008     | Kitt Peak            | Spacewatch             |
| 228062        | 2008 KZ23              | 28 de maig de 2008     | Kitt Peak            | Spacewatch             |
| 228063        | 2008 LU                | 1 de juny de 2008      | Mount Lemmon         | Mt. Lemmon Survey      |
| 228064        | 2008 LU7               | 8 de juny de 2008      | Needville            | J. Dellinger           |
| 228065        | 2008 LF11              | 6 de juny de 2008      | Kitt Peak            | Spacewatch             |
| 228066        | 2008 OM2               | 26 de juliol de 2008   | La Sagra             | La Sagra               |
| 228067        | 2008 OL7               | 29 de juliol de 2008   | Mount Lemmon         | Mt. Lemmon Survey      |
| 228068        | 2008 OF8               | 29 de juliol de 2008   | La Sagra             | La Sagra               |
| 228069        | 2008 OF9               | 29 de juliol de 2008   | La Sagra             | La Sagra               |
| 228070        | 2008 OL20              | 26 de juliol de 2008   | Siding Spring        | Siding Spring Survey   |
| 228071        | 2008 OT22              | 30 de juliol de 2008   | Kitt Peak            | Spacewatch             |
| 228072        | 2008 PP1               | 3 d'agost de 2008      | Dauban               | F. Kugel               |
| 228073        | 2008 PT6               | 4 d'agost de 2008      | La Sagra             | La Sagra               |
| 228074        | 2008 PT7               | 5 d'agost de 2008      | La Sagra             | La Sagra               |
| 228075        | 2008 PE11              | 7 d'agost de 2008      | Tiki                 | N. Teamo               |
| 228076        | 2008 PJ15              | 10 d'agost de 2008     | La Sagra             | La Sagra               |
| 228077        | 2008 QD6               | 25 d'agost de 2008     | Dauban               | F. Kugel               |
| 228078        | 2008 QY6               | 25 d'agost de 2008     | Piszkesteto          | K. Sarneczky           |
| 228079        | 2008 QA17              | 26 d'agost de 2008     | La Sagra             | La Sagra               |
| 228080        | 2008 QS17              | 27 d'agost de 2008     | La Sagra             | La Sagra               |
| 228081        | 2008 QS28              | 31 d'agost de 2008     | La Sagra             | La Sagra               |
| 228082        | 2008 QK30              | 30 d'agost de 2008     | Socorro              | LINEAR                 |
| 228083        | 2008 QO38              | 24 d'agost de 2008     | Kitt Peak            | Spacewatch             |
| 228084        | 2008 RV3               | 2 de setembre de 2008  | Kitt Peak            | Spacewatch             |
| 228085        | 2008 RT29              | 2 de setembre de 2008  | Kitt Peak            | Spacewatch             |
| 228086        | 2008 RX78              | 9 de setembre de 2008  | Bergisch Gladbac     | W. Bickel              |
| 228087        | 2008 RL100             | 2 de setembre de 2008  | La Sagra             | La Sagra               |
| 228088        | 2008 RM105             | 6 de setembre de 2008  | Mount Lemmon         | Mt. Lemmon Survey      |
| 228089        | 2008 RV126             | 4 de setembre de 2008  | Kitt Peak            | Spacewatch             |
| 228090        | 2008 RE127             | 5 de setembre de 2008  | Kitt Peak            | Spacewatch             |
| 228091        | 2008 SS2               | 23 de setembre de 2008 | Hibiscus             | N. Teamo               |
| 228092        | 2008 SY6               | 22 de setembre de 2008 | Socorro              | LINEAR                 |
| 228093        | 2008 SV9               | 22 de setembre de 2008 | Socorro              | LINEAR                 |
| 228094        | 2008 SJ18              | 19 de setembre de 2008 | Kitt Peak            | Spacewatch             |
| 228095        | 2008 SF24              | 19 de setembre de 2008 | Kitt Peak            | Spacewatch             |
| 228096        | 2008 SA27              | 19 de setembre de 2008 | Kitt Peak            | Spacewatch             |
| 228097        | 2008 SQ31              | 20 de setembre de 2008 | Kitt Peak            | Spacewatch             |
| 228098        | 2008 SM38              | 20 de setembre de 2008 | Kitt Peak            | Spacewatch             |
| 228099        | 2008 SC51              | 20 de setembre de 2008 | Mount Lemmon         | Mt. Lemmon Survey      |
| 228100        | 2008 SM148             | 28 de setembre de 2008 | Farra d'Isonzo       | Farra d'Isonzo         |

## 228101–228200
| Nom              | Designació provisional | Data de descobriment   | Lloc de descobriment | Descobridor/s                                          |
| ---------------- | ---------------------- | ---------------------- | -------------------- | ------------------------------------------------------ |
| 228101           | 2008 SP154             | 22 de setembre de 2008 | Socorro              | LINEAR                                                 |
| 228102           | 2008 SY172             | 22 de setembre de 2008 | Catalina             | CSS                                                    |
| 228103           | 2008 SA192             | 25 de setembre de 2008 | Kitt Peak            | Spacewatch                                             |
| 228104           | 2008 SF197             | 25 de setembre de 2008 | Kitt Peak            | Spacewatch                                             |
| 228105           | 2008 SA224             | 26 de setembre de 2008 | Kitt Peak            | Spacewatch                                             |
| 228106           | 2008 SZ229             | 28 de setembre de 2008 | Mount Lemmon         | Mt. Lemmon Survey                                      |
| 228107           | 2008 SS231             | 28 de setembre de 2008 | Mount Lemmon         | Mt. Lemmon Survey                                      |
| 228108           | 2008 SU277             | 25 de setembre de 2008 | Mount Lemmon         | Mt. Lemmon Survey                                      |
| 228109           | 2008 TA5               | 1 d'octubre de 2008    | La Sagra             | La Sagra                                               |
| 228110 Eudorus   | 2008 TC9               | 7 d'octubre de 2008    | Calvin-Rehoboth      | L. A. Molnar                                           |
| 228111           | 2008 TK10              | 8 d'octubre de 2008    | Desert Moon          | B. L. Stevens                                          |
| 228112           | 2008 TG35              | 1 d'octubre de 2008    | Mount Lemmon         | Mt. Lemmon Survey                                      |
| 228113           | 2008 TZ50              | 2 d'octubre de 2008    | Kitt Peak            | Spacewatch                                             |
| 228114           | 2008 TB61              | 2 d'octubre de 2008    | Catalina             | CSS                                                    |
| 228115           | 2008 TK76              | 2 d'octubre de 2008    | Mount Lemmon         | Mt. Lemmon Survey                                      |
| 228116           | 2008 TK82              | 3 d'octubre de 2008    | La Sagra             | La Sagra                                               |
| 228117           | 2008 TJ93              | 5 d'octubre de 2008    | La Sagra             | La Sagra                                               |
| 228118           | 2008 TZ111             | 6 d'octubre de 2008    | Catalina             | CSS                                                    |
| 228119           | 2008 TM136             | 8 d'octubre de 2008    | Kitt Peak            | Spacewatch                                             |
| 228120           | 2008 TV139             | 8 d'octubre de 2008    | Mount Lemmon         | Mt. Lemmon Survey                                      |
| 228121           | 2008 TN175             | 9 d'octubre de 2008    | Kitt Peak            | Spacewatch                                             |
| 228122           | 2008 UH11              | 17 d'octubre de 2008   | Kitt Peak            | Spacewatch                                             |
| 228123           | 2008 UH45              | 20 d'octubre de 2008   | Mount Lemmon         | Mt. Lemmon Survey                                      |
| 228124           | 2008 YC7               | 23 de desembre de 2008 | Calar Alto           | F. Hormuth                                             |
| 228125           | 2008 YV30              | 31 de desembre de 2008 | Catalina             | CSS                                                    |
| 228126           | 2009 ON1               | 19 de juliol de 2009   | Siding Spring        | Siding Spring Survey                                   |
| 228127           | 2009 PL                | 11 d'agost de 2009     | Marly                | P. Kocher                                              |
| 228128           | 2009 PN8               | 15 d'agost de 2009     | Catalina             | CSS                                                    |
| 228129           | 2009 PL12              | 15 d'agost de 2009     | Catalina             | CSS                                                    |
| 228130           | 2009 PE17              | 15 d'agost de 2009     | Catalina             | CSS                                                    |
| 228131           | 2009 QE1               | 16 d'agost de 2009     | La Sagra             | La Sagra                                               |
| 228132           | 2009 QC13              | 16 d'agost de 2009     | Kitt Peak            | Spacewatch                                             |
| 228133 Ripoll    | 2009 QM22              | 20 d'agost de 2009     | La Sagra             | OAM                                                    |
| 228134           | 2009 QG43              | 27 d'agost de 2009     | La Sagra             | La Sagra                                               |
| 228135           | 2009 RE4               | 13 de setembre de 2009 | EAS OGS              | ESA OGS                                                |
| 228136 Billary   | 2009 RF4               | 13 de setembre de 2009 | ESA OGS              | M. Busch, R. Kresken                                   |
| 228137           | 2009 RY32              | 14 de setembre de 2009 | Kitt Peak            | Spacewatch                                             |
| 228138           | 2009 RB33              | 14 de setembre de 2009 | Kitt Peak            | Spacewatch                                             |
| 228139           | 2009 RS33              | 14 de setembre de 2009 | Kitt Peak            | Spacewatch                                             |
| 228140           | 2009 RT33              | 14 de setembre de 2009 | Kitt Peak            | Spacewatch                                             |
| 228141           | 2009 RM37              | 15 de setembre de 2009 | Kitt Peak            | Spacewatch                                             |
| 228142           | 2009 RZ45              | 15 de setembre de 2009 | Kitt Peak            | Spacewatch                                             |
| 228143           | 2009 RE50              | 15 de setembre de 2009 | Kitt Peak            | Spacewatch                                             |
| 228144           | 2009 RP50              | 15 de setembre de 2009 | Kitt Peak            | Spacewatch                                             |
| 228145           | 2009 RU51              | 15 de setembre de 2009 | Kitt Peak            | Spacewatch                                             |
| 228146           | 2009 RX55              | 15 de setembre de 2009 | Kitt Peak            | Spacewatch                                             |
| 228147           | 2009 SB18              | 21 de setembre de 2009 | La Sagra             | La Sagra                                               |
| 228148           | 2009 SH19              | 22 de setembre de 2009 | Taunus               | S. Karge, U. Zimmer                                    |
| 228149           | 2009 ST28              | 16 de setembre de 2009 | Kitt Peak            | Spacewatch                                             |
| 228150           | 2009 SJ38              | 16 de setembre de 2009 | Kitt Peak            | Spacewatch                                             |
| 228151           | 2009 SU39              | 16 de setembre de 2009 | Kitt Peak            | Spacewatch                                             |
| 228152           | 2009 SL44              | 16 de setembre de 2009 | Kitt Peak            | Spacewatch                                             |
| 228153           | 2009 SV48              | 16 de setembre de 2009 | Kitt Peak            | Spacewatch                                             |
| 228154           | 2009 SZ48              | 16 de setembre de 2009 | Mount Lemmon         | Mt. Lemmon Survey                                      |
| 228155           | 2009 SF61              | 17 de setembre de 2009 | Kitt Peak            | Spacewatch                                             |
| 228156           | 2009 SG69              | 17 de setembre de 2009 | Kitt Peak            | Spacewatch                                             |
| 228157           | 2009 SF88              | 18 de setembre de 2009 | Kitt Peak            | Spacewatch                                             |
| 228158           | 2009 SZ96              | 19 de setembre de 2009 | XuYi                 | PMO NEO Survey Program                                 |
| 228159           | 2009 SQ114             | 18 de setembre de 2009 | Kitt Peak            | Spacewatch                                             |
| 228160           | 2009 SD138             | 18 de setembre de 2009 | Kitt Peak            | Spacewatch                                             |
| 228161           | 2009 SF138             | 18 de setembre de 2009 | Kitt Peak            | Spacewatch                                             |
| 228162           | 2009 SO141             | 19 de setembre de 2009 | Kitt Peak            | Spacewatch                                             |
| 228163           | 2009 SN143             | 19 de setembre de 2009 | Kitt Peak            | Spacewatch                                             |
| 228164           | 2009 SY166             | 22 de setembre de 2009 | Kitt Peak            | Spacewatch                                             |
| 228165 Mezentsev | 2009 SJ170             | 26 de setembre de 2009 | Tzec Maun            | D. Chestnov, A. Novichonok                             |
| 228166           | 2009 ST170             | 23 de setembre de 2009 | Mount Lemmon         | Mt. Lemmon Survey                                      |
| 228167           | 2009 SQ186             | 21 de setembre de 2009 | Kitt Peak            | Spacewatch                                             |
| 228168           | 2009 SZ188             | 21 de setembre de 2009 | Pises                | Pises                                                  |
| 228169           | 2009 SP204             | 22 de setembre de 2009 | Kitt Peak            | Spacewatch                                             |
| 228170           | 2009 SS205             | 22 de setembre de 2009 | Kitt Peak            | Spacewatch                                             |
| 228171           | 2009 SG211             | 23 de setembre de 2009 | Kitt Peak            | Spacewatch                                             |
| 228172           | 2009 SK212             | 23 de setembre de 2009 | Kitt Peak            | Spacewatch                                             |
| 228173           | 2009 SV232             | 19 de setembre de 2009 | Catalina             | CSS                                                    |
| 228174           | 2009 SG233             | 19 de setembre de 2009 | Catalina             | CSS                                                    |
| 228175           | 2009 SC234             | 23 de setembre de 2009 | Mount Lemmon         | Mt. Lemmon Survey                                      |
| 228176           | 2009 SP263             | 23 de setembre de 2009 | Mount Lemmon         | Mt. Lemmon Survey                                      |
| 228177           | 2009 SK275             | 25 de setembre de 2009 | Kitt Peak            | Spacewatch                                             |
| 228178           | 2009 SA285             | 25 de setembre de 2009 | Mount Lemmon         | Mt. Lemmon Survey                                      |
| 228179           | 2009 TF4               | 13 d'octubre de 2009   | Mayhill              | A. Lowe                                                |
| 228180           | 2009 TE5               | 11 d'octubre de 2009   | La Sagra             | La Sagra                                               |
| 228181           | 2009 TF9               | 12 d'octubre de 2009   | La Sagra             | La Sagra                                               |
| 228182           | 2009 TQ16              | 11 d'octubre de 2009   | Mount Lemmon         | Mt. Lemmon Survey                                      |
| 228183           | 2009 TQ20              | 11 d'octubre de 2009   | La Sagra             | La Sagra                                               |
| 228184           | 2009 TR20              | 11 d'octubre de 2009   | La Sagra             | La Sagra                                               |
| 228185           | 2009 TD27              | 14 d'octubre de 2009   | La Sagra             | La Sagra                                               |
| 228186           | 2009 TP31              | 15 d'octubre de 2009   | La Sagra             | La Sagra                                               |
| 228187           | 2009 TQ35              | 14 d'octubre de 2009   | La Sagra             | La Sagra                                               |
| 228188           | 2009 UA21              | 22 d'octubre de 2009   | Bisei SG Center      | BATTeRS                                                |
| 228189           | 2009 UT36              | 22 d'octubre de 2009   | Mount Lemmon         | Mt. Lemmon Survey                                      |
| 228190           | 2009 UY38              | 22 d'octubre de 2009   | Mount Lemmon         | Mt. Lemmon Survey                                      |
| 228191           | 2009 UX72              | 23 d'octubre de 2009   | Kitt Peak            | Spacewatch                                             |
| 228192           | 2009 UM82              | 23 d'octubre de 2009   | Mount Lemmon         | Mt. Lemmon Survey                                      |
| 228193           | 2693 P-L               | 24 de setembre de 1960 | Palomar              | C. J. van Houten, I. van Houten-Groeneveld, T. Gehrels |
| 228194           | 3046 P-L               | 24 de setembre de 1960 | Palomar              | C. J. van Houten, I. van Houten-Groeneveld, T. Gehrels |
| 228195           | 6675 P-L               | 24 de setembre de 1960 | Palomar              | C. J. van Houten, I. van Houten-Groeneveld, T. Gehrels |
| 228196           | 7574 P-L               | 17 d'octubre de 1960   | Palomar              | C. J. van Houten, I. van Houten-Groeneveld, T. Gehrels |
| 228197           | 2149 T-3               | 16 d'octubre de 1977   | Palomar              | C. J. van Houten, I. van Houten-Groeneveld, T. Gehrels |
| 228198           | 3200 T-3               | 16 d'octubre de 1977   | Palomar              | C. J. van Houten, I. van Houten-Groeneveld, T. Gehrels |
| 228199           | 3765 T-3               | 16 d'octubre de 1977   | Palomar              | C. J. van Houten, I. van Houten-Groeneveld, T. Gehrels |
| 228200           | 4088 T-3               | 16 d'octubre de 1977   | Palomar              | C. J. van Houten, I. van Houten-Groeneveld, T. Gehrels |

## 228201–228300
| Nom    | Designació provisional | Data de descobriment   | Lloc de descobriment | Descobridor/s                                          |
| ------ | ---------------------- | ---------------------- | -------------------- | ------------------------------------------------------ |
| 228201 | 4106 T-3               | 16 d'octubre de 1977   | Palomar              | C. J. van Houten, I. van Houten-Groeneveld, T. Gehrels |
| 228202 | 5058 T-3               | 16 d'octubre de 1977   | Palomar              | C. J. van Houten, I. van Houten-Groeneveld, T. Gehrels |
| 228203 | 5772 T-3               | 16 d'octubre de 1977   | Palomar              | C. J. van Houten, I. van Houten-Groeneveld, T. Gehrels |
| 228204 | 1993 VM7               | 10 de novembre de 1993 | Kitt Peak            | Spacewatch                                             |
| 228205 | 1994 JP2               | 1 de maig de 1994      | Kitt Peak            | Spacewatch                                             |
| 228206 | 1995 BY8               | 29 de gener de 1995    | Kitt Peak            | Spacewatch                                             |
| 228207 | 1995 CM4               | 1 de febrer de 1995    | Kitt Peak            | Spacewatch                                             |
| 228208 | 1995 MR2               | 24 de juny de 1995     | Kitt Peak            | Spacewatch                                             |
| 228209 | 1995 TF4               | 15 d'octubre de 1995   | Kitt Peak            | Spacewatch                                             |
| 228210 | 1995 UT59              | 19 d'octubre de 1995   | Kitt Peak            | Spacewatch                                             |
| 228211 | 1995 VR5               | 14 de novembre de 1995 | Kitt Peak            | Spacewatch                                             |
| 228212 | 1995 YG9               | 18 de desembre de 1995 | Kitt Peak            | Spacewatch                                             |
| 228213 | 1995 YG17              | 22 de desembre de 1995 | Kitt Peak            | Spacewatch                                             |
| 228214 | 1996 AO14              | 12 de gener de 1996    | Kitt Peak            | Spacewatch                                             |
| 228215 | 1996 DD2               | 26 de febrer de 1996   | Siding Spring        | G. J. Garradd                                          |
| 228216 | 1996 LJ3               | 11 de juny de 1996     | Kitt Peak            | Spacewatch                                             |
| 228217 | 1996 RU16              | 13 de setembre de 1996 | Kitt Peak            | Spacewatch                                             |
| 228218 | 1996 TJ17              | 4 d'octubre de 1996    | Kitt Peak            | Spacewatch                                             |
| 228219 | 1996 VG33              | 5 de novembre de 1996  | Kitt Peak            | Spacewatch                                             |
| 228220 | 1996 VB36              | 10 de novembre de 1996 | Kitt Peak            | Spacewatch                                             |
| 228221 | 1996 XO7               | 1 de desembre de 1996  | Kitt Peak            | Spacewatch                                             |
| 228222 | 1996 XG30              | 14 de desembre de 1996 | Kitt Peak            | Spacewatch                                             |
| 228223 | 1997 GS15              | 3 d'abril de 1997      | Socorro              | LINEAR                                                 |
| 228224 | 1998 DK12              | 23 de febrer de 1998   | Kitt Peak            | Spacewatch                                             |
| 228225 | 1998 HM16              | 24 d'abril de 1998     | Kitt Peak            | Spacewatch                                             |
| 228226 | 1998 HO19              | 18 d'abril de 1998     | Socorro              | LINEAR                                                 |
| 228227 | 1998 HF25              | 18 d'abril de 1998     | Kitt Peak            | Spacewatch                                             |
| 228228 | 1998 HM80              | 21 d'abril de 1998     | Socorro              | LINEAR                                                 |
| 228229 | 1998 MO17              | 27 de juny de 1998     | Mauna Kea            | K. J. Meech                                            |
| 228230 | 1998 QL74              | 24 d'agost de 1998     | Socorro              | LINEAR                                                 |
| 228231 | 1998 QT101             | 26 d'agost de 1998     | La Silla             | E. W. Elst                                             |
| 228232 | 1998 RX10              | 13 de setembre de 1998 | Kitt Peak            | Spacewatch                                             |
| 228233 | 1998 RG13              | 14 de setembre de 1998 | Kitt Peak            | Spacewatch                                             |
| 228234 | 1998 SC7               | 20 de setembre de 1998 | Kitt Peak            | Spacewatch                                             |
| 228235 | 1998 SS69              | 19 de setembre de 1998 | Socorro              | LINEAR                                                 |
| 228236 | 1998 SO119             | 26 de setembre de 1998 | Socorro              | LINEAR                                                 |
| 228237 | 1998 SB167             | 25 de setembre de 1998 | Anderson Mesa        | LONEOS                                                 |
| 228238 | 1998 SB170             | 19 de setembre de 1998 | Anderson Mesa        | LONEOS                                                 |
| 228239 | 1998 TK21              | 13 d'octubre de 1998   | Kitt Peak            | Spacewatch                                             |
| 228240 | 1998 TK26              | 14 d'octubre de 1998   | Kitt Peak            | Spacewatch                                             |
| 228241 | 1998 UO11              | 17 d'octubre de 1998   | Kitt Peak            | Spacewatch                                             |
| 228242 | 1998 UQ17              | 18 d'octubre de 1998   | Xinglong             | Beijing Schmidt CCD Asteroid Program                   |
| 228243 | 1998 US17              | 18 d'octubre de 1998   | Xinglong             | Beijing Schmidt CCD Asteroid Program                   |
| 228244 | 1998 UD42              | 28 d'octubre de 1998   | Socorro              | LINEAR                                                 |
| 228245 | 1998 VL48              | 15 de novembre de 1998 | Kitt Peak            | Spacewatch                                             |
| 228246 | 1998 WC46              | 22 de novembre de 1998 | Kitt Peak            | Spacewatch                                             |
| 228247 | 1998 XH10              | 8 de desembre de 1998  | Caussols             | ODAS                                                   |
| 228248 | 1998 XD13              | 15 de desembre de 1998 | Caussols             | ODAS                                                   |
| 228249 | 1998 XO35              | 14 de desembre de 1998 | Socorro              | LINEAR                                                 |
| 228250 | 1998 YD20              | 25 de desembre de 1998 | Kitt Peak            | Spacewatch                                             |
| 228251 | 1999 AY11              | 7 de gener de 1999     | Kitt Peak            | Spacewatch                                             |
| 228252 | 1999 AO32              | 15 de gener de 1999    | Kitt Peak            | Spacewatch                                             |
| 228253 | 1999 CT136             | 9 de febrer de 1999    | Kitt Peak            | Spacewatch                                             |
| 228254 | 1999 CL141             | 10 de febrer de 1999   | Kitt Peak            | Spacewatch                                             |
| 228255 | 1999 ET7               | 12 de març de 1999     | Kitt Peak            | Spacewatch                                             |
| 228256 | 1999 EE12              | 15 de març de 1999     | Socorro              | LINEAR                                                 |
| 228257 | 1999 JL111             | 13 de maig de 1999     | Socorro              | LINEAR                                                 |
| 228258 | 1999 NV56              | 12 de juliol de 1999   | Socorro              | LINEAR                                                 |
| 228259 | 1999 PL3               | 12 d'agost de 1999     | Eskridge             | G. Hug                                                 |
| 228260 | 1999 RM59              | 7 de setembre de 1999  | Socorro              | LINEAR                                                 |
| 228261 | 1999 RJ82              | 7 de setembre de 1999  | Socorro              | LINEAR                                                 |
| 228262 | 1999 TX67              | 8 d'octubre de 1999    | Kitt Peak            | Spacewatch                                             |
| 228263 | 1999 TH128             | 4 d'octubre de 1999    | Socorro              | LINEAR                                                 |
| 228264 | 1999 TM130             | 6 d'octubre de 1999    | Socorro              | LINEAR                                                 |
| 228265 | 1999 TF174             | 10 d'octubre de 1999   | Socorro              | LINEAR                                                 |
| 228266 | 1999 TZ195             | 12 d'octubre de 1999   | Socorro              | LINEAR                                                 |
| 228267 | 1999 TC200             | 12 d'octubre de 1999   | Socorro              | LINEAR                                                 |
| 228268 | 1999 TR219             | 1 d'octubre de 1999    | Catalina             | CSS                                                    |
| 228269 | 1999 TO233             | 3 d'octubre de 1999    | Socorro              | LINEAR                                                 |
| 228270 | 1999 TT260             | 12 d'octubre de 1999   | Kitt Peak            | Spacewatch                                             |
| 228271 | 1999 TG266             | 3 d'octubre de 1999    | Socorro              | LINEAR                                                 |
| 228272 | 1999 TM313             | 6 d'octubre de 1999    | Socorro              | LINEAR                                                 |
| 228273 | 1999 UJ28              | 30 d'octubre de 1999   | Kitt Peak            | Spacewatch                                             |
| 228274 | 1999 UV43              | 29 d'octubre de 1999   | Catalina             | CSS                                                    |
| 228275 | 1999 VG57              | 4 de novembre de 1999  | Socorro              | LINEAR                                                 |
| 228276 | 1999 VB65              | 4 de novembre de 1999  | Socorro              | LINEAR                                                 |
| 228277 | 1999 VD108             | 9 de novembre de 1999  | Socorro              | LINEAR                                                 |
| 228278 | 1999 WJ11              | 30 de novembre de 1999 | Kitt Peak            | Spacewatch                                             |
| 228279 | 1999 WS27              | 30 de novembre de 1999 | Kitt Peak            | Spacewatch                                             |
| 228280 | 1999 XK48              | 7 de desembre de 1999  | Socorro              | LINEAR                                                 |
| 228281 | 1999 XA118             | 5 de desembre de 1999  | Catalina             | CSS                                                    |
| 228282 | 1999 XH149             | 8 de desembre de 1999  | Kitt Peak            | Spacewatch                                             |
| 228283 | 2000 AO60              | 4 de gener de 2000     | Socorro              | LINEAR                                                 |
| 228284 | 2000 AJ176             | 7 de gener de 2000     | Socorro              | LINEAR                                                 |
| 228285 | 2000 AW179             | 7 de gener de 2000     | Socorro              | LINEAR                                                 |
| 228286 | 2000 BZ1               | 27 de gener de 2000    | Kitt Peak            | Spacewatch                                             |
| 228287 | 2000 BE3               | 26 de gener de 2000    | Visnjan              | K. Korlevic                                            |
| 228288 | 2000 BZ33              | 30 de gener de 2000    | Catalina             | CSS                                                    |
| 228289 | 2000 BG34              | 30 de gener de 2000    | Catalina             | CSS                                                    |
| 228290 | 2000 CS69              | 1 de febrer de 2000    | Kitt Peak            | Spacewatch                                             |
| 228291 | 2000 CX95              | 10 de febrer de 2000   | Kitt Peak            | Spacewatch                                             |
| 228292 | 2000 DS10              | 26 de febrer de 2000   | Kitt Peak            | Spacewatch                                             |
| 228293 | 2000 DK14              | 28 de febrer de 2000   | Kitt Peak            | Spacewatch                                             |
| 228294 | 2000 DT52              | 29 de febrer de 2000   | Socorro              | LINEAR                                                 |
| 228295 | 2000 DV60              | 29 de febrer de 2000   | Socorro              | LINEAR                                                 |
| 228296 | 2000 DD95              | 28 de febrer de 2000   | Socorro              | LINEAR                                                 |
| 228297 | 2000 DO100             | 29 de febrer de 2000   | Socorro              | LINEAR                                                 |
| 228298 | 2000 EX4               | 2 de març de 2000      | Kitt Peak            | Spacewatch                                             |
| 228299 | 2000 EX23              | 8 de març de 2000      | Kitt Peak            | Spacewatch                                             |
| 228300 | 2000 EH52              | 3 de març de 2000      | Kitt Peak            | Spacewatch                                             |

## 228301–228400
| Nom    | Designació provisional | Data de descobriment   | Lloc de descobriment | Descobridor/s         |
| ------ | ---------------------- | ---------------------- | -------------------- | --------------------- |
| 228301 | 2000 EA54              | 9 de març de 2000      | Kitt Peak            | Spacewatch            |
| 228302 | 2000 EO57              | 8 de març de 2000      | Socorro              | LINEAR                |
| 228303 | 2000 GT36              | 5 d'abril de 2000      | Socorro              | LINEAR                |
| 228304 | 2000 GE41              | 5 d'abril de 2000      | Socorro              | LINEAR                |
| 228305 | 2000 GY128             | 5 d'abril de 2000      | Kitt Peak            | Spacewatch            |
| 228306 | 2000 HT78              | 28 d'abril de 2000     | Anderson Mesa        | LONEOS                |
| 228307 | 2000 HB94              | 29 d'abril de 2000     | Kitt Peak            | Spacewatch            |
| 228308 | 2000 HE98              | 27 d'abril de 2000     | Kitt Peak            | Spacewatch            |
| 228309 | 2000 JA43              | 7 de maig de 2000      | Socorro              | LINEAR                |
| 228310 | 2000 JV44              | 7 de maig de 2000      | Socorro              | LINEAR                |
| 228311 | 2000 LB31              | 6 de juny de 2000      | Anderson Mesa        | LONEOS                |
| 228312 | 2000 OS8               | 23 de juliol de 2000   | Socorro              | LINEAR                |
| 228313 | 2000 OB28              | 24 de juliol de 2000   | Socorro              | LINEAR                |
| 228314 | 2000 OA41              | 30 de juliol de 2000   | Socorro              | LINEAR                |
| 228315 | 2000 QX22              | 25 d'agost de 2000     | Socorro              | LINEAR                |
| 228316 | 2000 QE32              | 26 d'agost de 2000     | Socorro              | LINEAR                |
| 228317 | 2000 QE58              | 26 d'agost de 2000     | Socorro              | LINEAR                |
| 228318 | 2000 QF82              | 24 d'agost de 2000     | Socorro              | LINEAR                |
| 228319 | 2000 QC104             | 28 d'agost de 2000     | Socorro              | LINEAR                |
| 228320 | 2000 QO105             | 28 d'agost de 2000     | Socorro              | LINEAR                |
| 228321 | 2000 QQ130             | 31 d'agost de 2000     | Prescott             | P. G. Comba           |
| 228322 | 2000 QU203             | 29 d'agost de 2000     | Socorro              | LINEAR                |
| 228323 | 2000 QP204             | 31 d'agost de 2000     | Socorro              | LINEAR                |
| 228324 | 2000 QK212             | 31 d'agost de 2000     | Socorro              | LINEAR                |
| 228325 | 2000 QS224             | 26 d'agost de 2000     | Haleakala            | NEAT                  |
| 228326 | 2000 QK243             | 20 d'agost de 2000     | Kitt Peak            | Spacewatch            |
| 228327 | 2000 RN18              | 1 de setembre de 2000  | Socorro              | LINEAR                |
| 228328 | 2000 RO19              | 1 de setembre de 2000  | Socorro              | LINEAR                |
| 228329 | 2000 RC21              | 1 de setembre de 2000  | Socorro              | LINEAR                |
| 228330 | 2000 RQ34              | 1 de setembre de 2000  | Socorro              | LINEAR                |
| 228331 | 2000 RD86              | 2 de setembre de 2000  | Socorro              | LINEAR                |
| 228332 | 2000 RL99              | 5 de setembre de 2000  | Anderson Mesa        | LONEOS                |
| 228333 | 2000 SW19              | 23 de setembre de 2000 | Socorro              | LINEAR                |
| 228334 | 2000 SK28              | 23 de setembre de 2000 | Socorro              | LINEAR                |
| 228335 | 2000 SW64              | 24 de setembre de 2000 | Socorro              | LINEAR                |
| 228336 | 2000 SE76              | 24 de setembre de 2000 | Socorro              | LINEAR                |
| 228337 | 2000 SS76              | 24 de setembre de 2000 | Socorro              | LINEAR                |
| 228338 | 2000 SZ98              | 23 de setembre de 2000 | Socorro              | LINEAR                |
| 228339 | 2000 SL100             | 23 de setembre de 2000 | Socorro              | LINEAR                |
| 228340 | 2000 SS129             | 22 de setembre de 2000 | Socorro              | LINEAR                |
| 228341 | 2000 SK136             | 23 de setembre de 2000 | Socorro              | LINEAR                |
| 228342 | 2000 SN136             | 23 de setembre de 2000 | Socorro              | LINEAR                |
| 228343 | 2000 SN139             | 23 de setembre de 2000 | Socorro              | LINEAR                |
| 228344 | 2000 SN145             | 24 de setembre de 2000 | Socorro              | LINEAR                |
| 228345 | 2000 SG180             | 28 de setembre de 2000 | Socorro              | LINEAR                |
| 228346 | 2000 SG184             | 20 de setembre de 2000 | Haleakala            | NEAT                  |
| 228347 | 2000 SK198             | 24 de setembre de 2000 | Socorro              | LINEAR                |
| 228348 | 2000 SY224             | 27 de setembre de 2000 | Socorro              | LINEAR                |
| 228349 | 2000 SU278             | 30 de setembre de 2000 | Socorro              | LINEAR                |
| 228350 | 2000 SV282             | 23 de setembre de 2000 | Socorro              | LINEAR                |
| 228351 | 2000 SK290             | 27 de setembre de 2000 | Socorro              | LINEAR                |
| 228352 | 2000 SX303             | 28 de setembre de 2000 | Socorro              | LINEAR                |
| 228353 | 2000 SL306             | 30 de setembre de 2000 | Socorro              | LINEAR                |
| 228354 | 2000 SD315             | 28 de setembre de 2000 | Socorro              | LINEAR                |
| 228355 | 2000 SU316             | 30 de setembre de 2000 | Socorro              | LINEAR                |
| 228356 | 2000 TN14              | 1 d'octubre de 2000    | Socorro              | LINEAR                |
| 228357 | 2000 TC22              | 3 d'octubre de 2000    | Socorro              | LINEAR                |
| 228358 | 2000 TL65              | 1 d'octubre de 2000    | Socorro              | LINEAR                |
| 228359 | 2000 TZ66              | 2 d'octubre de 2000    | Socorro              | LINEAR                |
| 228360 | 2000 UA3               | 23 d'octubre de 2000   | Crni Vrh             | Crni Vrh              |
| 228361 | 2000 UQ22              | 24 d'octubre de 2000   | Socorro              | LINEAR                |
| 228362 | 2000 UA73              | 25 d'octubre de 2000   | Socorro              | LINEAR                |
| 228363 | 2000 UD88              | 31 d'octubre de 2000   | Socorro              | LINEAR                |
| 228364 | 2000 VH22              | 1 de novembre de 2000  | Socorro              | LINEAR                |
| 228365 | 2000 VB56              | 3 de novembre de 2000  | Socorro              | LINEAR                |
| 228366 | 2000 VO62              | 2 de novembre de 2000  | Socorro              | LINEAR                |
| 228367 | 2000 VS64              | 1 de novembre de 2000  | Socorro              | LINEAR                |
| 228368 | 2000 WK10              | 19 de novembre de 2000 | Socorro              | LINEAR                |
| 228369 | 2000 WQ12              | 22 de novembre de 2000 | Haleakala            | NEAT                  |
| 228370 | 2000 WJ27              | 23 de novembre de 2000 | Kitt Peak            | Spacewatch            |
| 228371 | 2000 WB46              | 21 de novembre de 2000 | Socorro              | LINEAR                |
| 228372 | 2000 WB52              | 27 de novembre de 2000 | Kitt Peak            | Spacewatch            |
| 228373 | 2000 WG62              | 23 de novembre de 2000 | Haleakala            | NEAT                  |
| 228374 | 2000 WU66              | 21 de novembre de 2000 | Socorro              | LINEAR                |
| 228375 | 2000 WH70              | 19 de novembre de 2000 | Socorro              | LINEAR                |
| 228376 | 2000 WJ71              | 19 de novembre de 2000 | Socorro              | LINEAR                |
| 228377 | 2000 WM71              | 19 de novembre de 2000 | Socorro              | LINEAR                |
| 228378 | 2000 WN71              | 19 de novembre de 2000 | Socorro              | LINEAR                |
| 228379 | 2000 WN82              | 20 de novembre de 2000 | Socorro              | LINEAR                |
| 228380 | 2000 WH85              | 20 de novembre de 2000 | Socorro              | LINEAR                |
| 228381 | 2000 WM133             | 19 de novembre de 2000 | Socorro              | LINEAR                |
| 228382 | 2000 WC149             | 29 de novembre de 2000 | Haleakala            | NEAT                  |
| 228383 | 2000 WO187             | 16 de novembre de 2000 | Anderson Mesa        | LONEOS                |
| 228384 | 2000 XD14              | 4 de desembre de 2000  | Bohyunsan            | Y.-B. Jeon, B.-C. Lee |
| 228385 | 2000 XW20              | 4 de desembre de 2000  | Socorro              | LINEAR                |
| 228386 | 2000 YW19              | 22 de desembre de 2000 | Haleakala            | NEAT                  |
| 228387 | 2000 YY35              | 30 de desembre de 2000 | Socorro              | LINEAR                |
| 228388 | 2000 YM60              | 30 de desembre de 2000 | Socorro              | LINEAR                |
| 228389 | 2000 YV106             | 30 de desembre de 2000 | Socorro              | LINEAR                |
| 228390 | 2000 YW112             | 30 de desembre de 2000 | Socorro              | LINEAR                |
| 228391 | 2000 YT127             | 29 de desembre de 2000 | Haleakala            | NEAT                  |
| 228392 | 2001 AG26              | 5 de gener de 2001     | Socorro              | LINEAR                |
| 228393 | 2001 AX47              | 15 de gener de 2001    | Socorro              | LINEAR                |
| 228394 | 2001 BO18              | 19 de gener de 2001    | Socorro              | LINEAR                |
| 228395 | 2001 BC27              | 20 de gener de 2001    | Socorro              | LINEAR                |
| 228396 | 2001 BO29              | 20 de gener de 2001    | Socorro              | LINEAR                |
| 228397 | 2001 CK21              | 1 de febrer de 2001    | Anderson Mesa        | LONEOS                |
| 228398 | 2001 CT21              | 1 de febrer de 2001    | Anderson Mesa        | LONEOS                |
| 228399 | 2001 CM46              | 15 de febrer de 2001   | La Palma             | La Palma              |
| 228400 | 2001 DK76              | 20 de febrer de 2001   | Socorro              | LINEAR                |

## 228401–228500
| Nom    | Designació provisional | Data de descobriment   | Lloc de descobriment | Descobridor/s  |
| ------ | ---------------------- | ---------------------- | -------------------- | -------------- |
| 228401 | 2001 DY80              | 22 de febrer de 2001   | Nogales              | Tenagra II     |
| 228402 | 2001 EP1               | 1 de març de 2001      | Socorro              | LINEAR         |
| 228403 | 2001 EA3               | 3 de març de 2001      | Kitt Peak            | Spacewatch     |
| 228404 | 2001 EQ17              | 15 de març de 2001     | Socorro              | LINEAR         |
| 228405 | 2001 FL2               | 18 de març de 2001     | Socorro              | LINEAR         |
| 228406 | 2001 FH139             | 21 de març de 2001     | Haleakala            | NEAT           |
| 228407 | 2001 FF146             | 24 de març de 2001     | Anderson Mesa        | LONEOS         |
| 228408 | 2001 FT157             | 27 de març de 2001     | Anderson Mesa        | LONEOS         |
| 228409 | 2001 FM184             | 26 de març de 2001     | Kitt Peak            | M. W. Buie     |
| 228410 | 2001 HS58              | 25 d'abril de 2001     | Haleakala            | NEAT           |
| 228411 | 2001 KQ53              | 18 de maig de 2001     | Haleakala            | NEAT           |
| 228412 | 2001 KD79              | 29 de maig de 2001     | Socorro              | LINEAR         |
| 228413 | 2001 LU17              | 14 de juny de 2001     | Palomar              | NEAT           |
| 228414 | 2001 MR21              | 28 de juny de 2001     | Palomar              | NEAT           |
| 228415 | 2001 NV4               | 13 de juliol de 2001   | Palomar              | NEAT           |
| 228416 | 2001 OJ57              | 16 de juliol de 2001   | Anderson Mesa        | LONEOS         |
| 228417 | 2001 OU59              | 21 de juliol de 2001   | Haleakala            | NEAT           |
| 228418 | 2001 OA64              | 23 de juliol de 2001   | Haleakala            | NEAT           |
| 228419 | 2001 OV65              | 22 de juliol de 2001   | Socorro              | LINEAR         |
| 228420 | 2001 ON80              | 29 de juliol de 2001   | Palomar              | NEAT           |
| 228421 | 2001 OL97              | 25 de juliol de 2001   | Haleakala            | NEAT           |
| 228422 | 2001 OO111             | 27 de juliol de 2001   | Anderson Mesa        | LONEOS         |
| 228423 | 2001 PB19              | 10 d'agost de 2001     | Palomar              | NEAT           |
| 228424 | 2001 PH22              | 10 d'agost de 2001     | Haleakala            | NEAT           |
| 228425 | 2001 PU28              | 15 d'agost de 2001     | Reedy Creek          | J. Broughton   |
| 228426 | 2001 PC30              | 10 d'agost de 2001     | Palomar              | NEAT           |
| 228427 | 2001 PQ46              | 13 d'agost de 2001     | Palomar              | NEAT           |
| 228428 | 2001 PE52              | 15 d'agost de 2001     | Haleakala            | NEAT           |
| 228429 | 2001 PV53              | 14 d'agost de 2001     | Haleakala            | NEAT           |
| 228430 | 2001 PC62              | 13 d'agost de 2001     | Haleakala            | NEAT           |
| 228431 | 2001 QZ                | 16 d'agost de 2001     | Socorro              | LINEAR         |
| 228432 | 2001 QD38              | 16 d'agost de 2001     | Socorro              | LINEAR         |
| 228433 | 2001 QN41              | 16 d'agost de 2001     | Socorro              | LINEAR         |
| 228434 | 2001 QQ45              | 16 d'agost de 2001     | Socorro              | LINEAR         |
| 228435 | 2001 QR59              | 18 d'agost de 2001     | Socorro              | LINEAR         |
| 228436 | 2001 QH71              | 16 d'agost de 2001     | Palomar              | NEAT           |
| 228437 | 2001 QV86              | 17 d'agost de 2001     | Palomar              | NEAT           |
| 228438 | 2001 QC133             | 21 d'agost de 2001     | Socorro              | LINEAR         |
| 228439 | 2001 QA147             | 20 d'agost de 2001     | Palomar              | NEAT           |
| 228440 | 2001 QK149             | 22 d'agost de 2001     | Haleakala            | NEAT           |
| 228441 | 2001 QK157             | 23 d'agost de 2001     | Anderson Mesa        | LONEOS         |
| 228442 | 2001 QJ159             | 23 d'agost de 2001     | Anderson Mesa        | LONEOS         |
| 228443 | 2001 QB162             | 23 d'agost de 2001     | Anderson Mesa        | LONEOS         |
| 228444 | 2001 QT165             | 24 d'agost de 2001     | Haleakala            | NEAT           |
| 228445 | 2001 QH167             | 24 d'agost de 2001     | Haleakala            | NEAT           |
| 228446 | 2001 QJ167             | 24 d'agost de 2001     | Haleakala            | NEAT           |
| 228447 | 2001 QK172             | 25 d'agost de 2001     | Socorro              | LINEAR         |
| 228448 | 2001 QA174             | 26 d'agost de 2001     | Socorro              | LINEAR         |
| 228449 | 2001 QF179             | 28 d'agost de 2001     | Palomar              | NEAT           |
| 228450 | 2001 QH195             | 22 d'agost de 2001     | Haleakala            | NEAT           |
| 228451 | 2001 QF210             | 23 d'agost de 2001     | Desert Eagle         | W. K. Y. Yeung |
| 228452 | 2001 QA217             | 23 d'agost de 2001     | Anderson Mesa        | LONEOS         |
| 228453 | 2001 QC217             | 23 d'agost de 2001     | Anderson Mesa        | LONEOS         |
| 228454 | 2001 QY245             | 24 d'agost de 2001     | Socorro              | LINEAR         |
| 228455 | 2001 QE252             | 25 d'agost de 2001     | Socorro              | LINEAR         |
| 228456 | 2001 QF258             | 25 d'agost de 2001     | Socorro              | LINEAR         |
| 228457 | 2001 QB275             | 19 d'agost de 2001     | Socorro              | LINEAR         |
| 228458 | 2001 QC275             | 19 d'agost de 2001     | Socorro              | LINEAR         |
| 228459 | 2001 QN323             | 27 d'agost de 2001     | Palomar              | NEAT           |
| 228460 | 2001 RH1               | 7 de setembre de 2001  | Socorro              | LINEAR         |
| 228461 | 2001 RN24              | 7 de setembre de 2001  | Socorro              | LINEAR         |
| 228462 | 2001 RJ28              | 7 de setembre de 2001  | Socorro              | LINEAR         |
| 228463 | 2001 RR46              | 11 de setembre de 2001 | Socorro              | LINEAR         |
| 228464 | 2001 RY52              | 12 de setembre de 2001 | Socorro              | LINEAR         |
| 228465 | 2001 RV55              | 12 de setembre de 2001 | Socorro              | LINEAR         |
| 228466 | 2001 RF83              | 11 de setembre de 2001 | Anderson Mesa        | LONEOS         |
| 228467 | 2001 RT90              | 11 de setembre de 2001 | Anderson Mesa        | LONEOS         |
| 228468 | 2001 RB113             | 12 de setembre de 2001 | Socorro              | LINEAR         |
| 228469 | 2001 RN153             | 12 de setembre de 2001 | Socorro              | LINEAR         |
| 228470 | 2001 SK2               | 17 de setembre de 2001 | Desert Eagle         | W. K. Y. Yeung |
| 228471 | 2001 SU19              | 16 de setembre de 2001 | Socorro              | LINEAR         |
| 228472 | 2001 SC27              | 16 de setembre de 2001 | Socorro              | LINEAR         |
| 228473 | 2001 SX37              | 16 de setembre de 2001 | Socorro              | LINEAR         |
| 228474 | 2001 SZ46              | 16 de setembre de 2001 | Socorro              | LINEAR         |
| 228475 | 2001 SM49              | 16 de setembre de 2001 | Socorro              | LINEAR         |
| 228476 | 2001 SU50              | 16 de setembre de 2001 | Socorro              | LINEAR         |
| 228477 | 2001 SK52              | 16 de setembre de 2001 | Socorro              | LINEAR         |
| 228478 | 2001 SS73              | 20 de setembre de 2001 | Desert Eagle         | W. K. Y. Yeung |
| 228479 | 2001 SR74              | 19 de setembre de 2001 | Anderson Mesa        | LONEOS         |
| 228480 | 2001 SR76              | 16 de setembre de 2001 | Socorro              | LINEAR         |
| 228481 | 2001 SB78              | 19 de setembre de 2001 | Socorro              | LINEAR         |
| 228482 | 2001 SF90              | 20 de setembre de 2001 | Socorro              | LINEAR         |
| 228483 | 2001 SL109             | 20 de setembre de 2001 | Socorro              | LINEAR         |
| 228484 | 2001 SX120             | 16 de setembre de 2001 | Socorro              | LINEAR         |
| 228485 | 2001 SC128             | 16 de setembre de 2001 | Socorro              | LINEAR         |
| 228486 | 2001 SH166             | 19 de setembre de 2001 | Socorro              | LINEAR         |
| 228487 | 2001 SL171             | 16 de setembre de 2001 | Socorro              | LINEAR         |
| 228488 | 2001 SD172             | 16 de setembre de 2001 | Socorro              | LINEAR         |
| 228489 | 2001 SW210             | 19 de setembre de 2001 | Socorro              | LINEAR         |
| 228490 | 2001 SL211             | 19 de setembre de 2001 | Socorro              | LINEAR         |
| 228491 | 2001 SU228             | 19 de setembre de 2001 | Socorro              | LINEAR         |
| 228492 | 2001 ST233             | 19 de setembre de 2001 | Socorro              | LINEAR         |
| 228493 | 2001 SL241             | 19 de setembre de 2001 | Socorro              | LINEAR         |
| 228494 | 2001 SV252             | 19 de setembre de 2001 | Socorro              | LINEAR         |
| 228495 | 2001 SA266             | 25 de setembre de 2001 | Desert Eagle         | W. K. Y. Yeung |
| 228496 | 2001 SA282             | 22 de setembre de 2001 | Anderson Mesa        | LONEOS         |
| 228497 | 2001 SR285             | 22 de setembre de 2001 | Kitt Peak            | Spacewatch     |
| 228498 | 2001 SO286             | 21 de setembre de 2001 | Palomar              | NEAT           |
| 228499 | 2001 SS288             | 28 de setembre de 2001 | Palomar              | NEAT           |
| 228500 | 2001 SU289             | 29 de setembre de 2001 | Palomar              | NEAT           |

## 228501–228600
| Nom    | Designació provisional | Data de descobriment   | Lloc de descobriment | Descobridor/s  |
| ------ | ---------------------- | ---------------------- | -------------------- | -------------- |
| 228501 | 2001 SW347             | 26 de setembre de 2001 | Socorro              | LINEAR         |
| 228502 | 2001 TE2               | 12 d'octubre de 2001   | Haleakala            | NEAT           |
| 228503 | 2001 TX7               | 11 d'octubre de 2001   | Desert Eagle         | W. K. Y. Yeung |
| 228504 | 2001 TG16              | 11 d'octubre de 2001   | Socorro              | LINEAR         |
| 228505 | 2001 TF21              | 9 d'octubre de 2001    | Socorro              | LINEAR         |
| 228506 | 2001 TM27              | 14 d'octubre de 2001   | Socorro              | LINEAR         |
| 228507 | 2001 TV36              | 14 d'octubre de 2001   | Socorro              | LINEAR         |
| 228508 | 2001 TS52              | 13 d'octubre de 2001   | Socorro              | LINEAR         |
| 228509 | 2001 TP54              | 14 d'octubre de 2001   | Socorro              | LINEAR         |
| 228510 | 2001 TU91              | 14 d'octubre de 2001   | Socorro              | LINEAR         |
| 228511 | 2001 TZ93              | 14 d'octubre de 2001   | Socorro              | LINEAR         |
| 228512 | 2001 TH104             | 15 d'octubre de 2001   | Desert Eagle         | W. K. Y. Yeung |
| 228513 | 2001 TL127             | 13 d'octubre de 2001   | Palomar              | NEAT           |
| 228514 | 2001 TL140             | 10 d'octubre de 2001   | Palomar              | NEAT           |
| 228515 | 2001 TA193             | 14 d'octubre de 2001   | Socorro              | LINEAR         |
| 228516 | 2001 TN196             | 14 d'octubre de 2001   | Haleakala            | NEAT           |
| 228517 | 2001 TX217             | 14 d'octubre de 2001   | Socorro              | LINEAR         |
| 228518 | 2001 TC233             | 15 d'octubre de 2001   | Palomar              | NEAT           |
| 228519 | 2001 TA238             | 13 d'octubre de 2001   | Anderson Mesa        | LONEOS         |
| 228520 | 2001 UJ                | 16 d'octubre de 2001   | Socorro              | LINEAR         |
| 228521 | 2001 UX2               | 16 d'octubre de 2001   | Socorro              | LINEAR         |
| 228522 | 2001 UY25              | 18 d'octubre de 2001   | Socorro              | LINEAR         |
| 228523 | 2001 UX29              | 16 d'octubre de 2001   | Socorro              | LINEAR         |
| 228524 | 2001 UP31              | 16 d'octubre de 2001   | Socorro              | LINEAR         |
| 228525 | 2001 UE43              | 17 d'octubre de 2001   | Socorro              | LINEAR         |
| 228526 | 2001 UC83              | 20 d'octubre de 2001   | Socorro              | LINEAR         |
| 228527 | 2001 UN101             | 20 d'octubre de 2001   | Socorro              | LINEAR         |
| 228528 | 2001 UT113             | 22 d'octubre de 2001   | Socorro              | LINEAR         |
| 228529 | 2001 UE116             | 22 d'octubre de 2001   | Socorro              | LINEAR         |
| 228530 | 2001 UO118             | 22 d'octubre de 2001   | Socorro              | LINEAR         |
| 228531 | 2001 UV136             | 23 d'octubre de 2001   | Socorro              | LINEAR         |
| 228532 | 2001 VF19              | 9 de novembre de 2001  | Socorro              | LINEAR         |
| 228533 | 2001 VR19              | 9 de novembre de 2001  | Socorro              | LINEAR         |
| 228534 | 2001 VO35              | 9 de novembre de 2001  | Socorro              | LINEAR         |
| 228535 | 2001 VL55              | 10 de novembre de 2001 | Socorro              | LINEAR         |
| 228536 | 2001 VJ63              | 10 de novembre de 2001 | Socorro              | LINEAR         |
| 228537 | 2001 VX80              | 10 de novembre de 2001 | Palomar              | NEAT           |
| 228538 | 2001 VO95              | 15 de novembre de 2001 | Socorro              | LINEAR         |
| 228539 | 2001 VS100             | 12 de novembre de 2001 | Socorro              | LINEAR         |
| 228540 | 2001 VX109             | 12 de novembre de 2001 | Socorro              | LINEAR         |
| 228541 | 2001 WU7               | 17 de novembre de 2001 | Socorro              | LINEAR         |
| 228542 | 2001 WS18              | 17 de novembre de 2001 | Socorro              | LINEAR         |
| 228543 | 2001 WP30              | 17 de novembre de 2001 | Socorro              | LINEAR         |
| 228544 | 2001 WR53              | 19 de novembre de 2001 | Socorro              | LINEAR         |
| 228545 | 2001 WJ56              | 19 de novembre de 2001 | Socorro              | LINEAR         |
| 228546 | 2001 WW76              | 20 de novembre de 2001 | Socorro              | LINEAR         |
| 228547 | 2001 WM95              | 20 de novembre de 2001 | Kitt Peak            | Spacewatch     |
| 228548 | 2001 XE2               | 8 de desembre de 2001  | Socorro              | LINEAR         |
| 228549 | 2001 XA3               | 9 de desembre de 2001  | Socorro              | LINEAR         |
| 228550 | 2001 XL15              | 10 de desembre de 2001 | Socorro              | LINEAR         |
| 228551 | 2001 XH23              | 9 de desembre de 2001  | Socorro              | LINEAR         |
| 228552 | 2001 XH31              | 11 de desembre de 2001 | Socorro              | LINEAR         |
| 228553 | 2001 XU71              | 11 de desembre de 2001 | Socorro              | LINEAR         |
| 228554 | 2001 XG83              | 11 de desembre de 2001 | Socorro              | LINEAR         |
| 228555 | 2001 XU96              | 10 de desembre de 2001 | Socorro              | LINEAR         |
| 228556 | 2001 XF102             | 11 de desembre de 2001 | Socorro              | LINEAR         |
| 228557 | 2001 XH103             | 14 de desembre de 2001 | Socorro              | LINEAR         |
| 228558 | 2001 XV103             | 14 de desembre de 2001 | Socorro              | LINEAR         |
| 228559 | 2001 XD105             | 14 de desembre de 2001 | Kitt Peak            | Spacewatch     |
| 228560 | 2001 XZ125             | 14 de desembre de 2001 | Socorro              | LINEAR         |
| 228561 | 2001 XC137             | 14 de desembre de 2001 | Socorro              | LINEAR         |
| 228562 | 2001 XD153             | 14 de desembre de 2001 | Socorro              | LINEAR         |
| 228563 | 2001 XZ154             | 14 de desembre de 2001 | Socorro              | LINEAR         |
| 228564 | 2001 XP187             | 14 de desembre de 2001 | Socorro              | LINEAR         |
| 228565 | 2001 XQ188             | 14 de desembre de 2001 | Socorro              | LINEAR         |
| 228566 | 2001 XW199             | 14 de desembre de 2001 | Socorro              | LINEAR         |
| 228567 | 2001 XH202             | 11 de desembre de 2001 | Socorro              | LINEAR         |
| 228568 | 2001 XR207             | 11 de desembre de 2001 | Socorro              | LINEAR         |
| 228569 | 2001 XV219             | 15 de desembre de 2001 | Socorro              | LINEAR         |
| 228570 | 2001 XA221             | 15 de desembre de 2001 | Socorro              | LINEAR         |
| 228571 | 2001 XN223             | 15 de desembre de 2001 | Socorro              | LINEAR         |
| 228572 | 2001 YY4               | 23 de desembre de 2001 | Kingsnake            | J. V. McClusky |
| 228573 | 2001 YC8               | 17 de desembre de 2001 | Socorro              | LINEAR         |
| 228574 | 2001 YU57              | 18 de desembre de 2001 | Socorro              | LINEAR         |
| 228575 | 2001 YW58              | 18 de desembre de 2001 | Socorro              | LINEAR         |
| 228576 | 2001 YR72              | 18 de desembre de 2001 | Socorro              | LINEAR         |
| 228577 | 2001 YM88              | 18 de desembre de 2001 | Socorro              | LINEAR         |
| 228578 | 2001 YB92              | 18 de desembre de 2001 | Palomar              | NEAT           |
| 228579 | 2001 YF92              | 18 de desembre de 2001 | Palomar              | NEAT           |
| 228580 | 2001 YP96              | 18 de desembre de 2001 | Palomar              | NEAT           |
| 228581 | 2001 YL100             | 17 de desembre de 2001 | Socorro              | LINEAR         |
| 228582 | 2001 YJ112             | 18 de desembre de 2001 | Palomar              | NEAT           |
| 228583 | 2001 YA121             | 21 de desembre de 2001 | Kitt Peak            | Spacewatch     |
| 228584 | 2001 YA127             | 17 de desembre de 2001 | Socorro              | LINEAR         |
| 228585 | 2001 YO161             | 17 de desembre de 2001 | Socorro              | LINEAR         |
| 228586 | 2002 AG4               | 8 de gener de 2002     | Socorro              | LINEAR         |
| 228587 | 2002 AP7               | 9 de gener de 2002     | Socorro              | LINEAR         |
| 228588 | 2002 AJ26              | 11 de gener de 2002    | Kitt Peak            | Spacewatch     |
| 228589 | 2002 AG35              | 8 de gener de 2002     | Socorro              | LINEAR         |
| 228590 | 2002 AE38              | 9 de gener de 2002     | Socorro              | LINEAR         |
| 228591 | 2002 AG51              | 9 de gener de 2002     | Socorro              | LINEAR         |
| 228592 | 2002 AY51              | 9 de gener de 2002     | Socorro              | LINEAR         |
| 228593 | 2002 AQ56              | 9 de gener de 2002     | Socorro              | LINEAR         |
| 228594 | 2002 AE66              | 12 de gener de 2002    | Socorro              | LINEAR         |
| 228595 | 2002 AV71              | 8 de gener de 2002     | Socorro              | LINEAR         |
| 228596 | 2002 AG78              | 8 de gener de 2002     | Socorro              | LINEAR         |
| 228597 | 2002 AQ96              | 8 de gener de 2002     | Socorro              | LINEAR         |
| 228598 | 2002 AC98              | 8 de gener de 2002     | Socorro              | LINEAR         |
| 228599 | 2002 AF115             | 9 de gener de 2002     | Socorro              | LINEAR         |
| 228600 | 2002 AF138             | 9 de gener de 2002     | Socorro              | LINEAR         |

## 228601–228700
| Nom    | Designació provisional | Data de descobriment | Lloc de descobriment | Descobridor/s               |
| ------ | ---------------------- | -------------------- | -------------------- | --------------------------- |
| 228601 | 2002 AR163             | 13 de gener de 2002  | Socorro              | LINEAR                      |
| 228602 | 2002 AH164             | 13 de gener de 2002  | Socorro              | LINEAR                      |
| 228603 | 2002 AB177             | 14 de gener de 2002  | Socorro              | LINEAR                      |
| 228604 | 2002 AC178             | 14 de gener de 2002  | Socorro              | LINEAR                      |
| 228605 | 2002 AS187             | 8 de gener de 2002   | Haleakala            | NEAT                        |
| 228606 | 2002 BU2               | 18 de gener de 2002  | Anderson Mesa        | LONEOS                      |
| 228607 | 2002 BH5               | 19 de gener de 2002  | Anderson Mesa        | LONEOS                      |
| 228608 | 2002 BT5               | 18 de gener de 2002  | Socorro              | LINEAR                      |
| 228609 | 2002 BW18              | 21 de gener de 2002  | Socorro              | LINEAR                      |
| 228610 | 2002 BO19              | 21 de gener de 2002  | Palomar              | NEAT                        |
| 228611 | 2002 BC24              | 23 de gener de 2002  | Socorro              | LINEAR                      |
| 228612 | 2002 BZ31              | 26 de gener de 2002  | Palomar              | NEAT                        |
| 228613 | 2002 CY5               | 4 de febrer de 2002  | Haleakala            | NEAT                        |
| 228614 | 2002 CV30              | 6 de febrer de 2002  | Socorro              | LINEAR                      |
| 228615 | 2002 CH35              | 6 de febrer de 2002  | Socorro              | LINEAR                      |
| 228616 | 2002 CR35              | 7 de febrer de 2002  | Socorro              | LINEAR                      |
| 228617 | 2002 CS39              | 7 de febrer de 2002  | Palomar              | NEAT                        |
| 228618 | 2002 CC49              | 3 de febrer de 2002  | Haleakala            | NEAT                        |
| 228619 | 2002 CE73              | 7 de febrer de 2002  | Socorro              | LINEAR                      |
| 228620 | 2002 CA75              | 7 de febrer de 2002  | Socorro              | LINEAR                      |
| 228621 | 2002 CT82              | 7 de febrer de 2002  | Socorro              | LINEAR                      |
| 228622 | 2002 CR97              | 7 de febrer de 2002  | Socorro              | LINEAR                      |
| 228623 | 2002 CO102             | 7 de febrer de 2002  | Socorro              | LINEAR                      |
| 228624 | 2002 CD106             | 7 de febrer de 2002  | Socorro              | LINEAR                      |
| 228625 | 2002 CB126             | 7 de febrer de 2002  | Socorro              | LINEAR                      |
| 228626 | 2002 CP142             | 9 de febrer de 2002  | Socorro              | LINEAR                      |
| 228627 | 2002 CB158             | 7 de febrer de 2002  | Socorro              | LINEAR                      |
| 228628 | 2002 CS185             | 10 de febrer de 2002 | Socorro              | LINEAR                      |
| 228629 | 2002 CH215             | 10 de febrer de 2002 | Socorro              | LINEAR                      |
| 228630 | 2002 CR227             | 6 de febrer de 2002  | Palomar              | NEAT                        |
| 228631 | 2002 CB234             | 12 de febrer de 2002 | Palomar              | NEAT                        |
| 228632 | 2002 CQ251             | 3 de febrer de 2002  | Palomar              | NEAT                        |
| 228633 | 2002 CS255             | 6 de febrer de 2002  | Kitt Peak            | M. W. Buie                  |
| 228634 | 2002 CU255             | 6 de febrer de 2002  | Palomar              | NEAT                        |
| 228635 | 2002 CZ272             | 8 de febrer de 2002  | Palomar              | NEAT                        |
| 228636 | 2002 CK273             | 8 de febrer de 2002  | Kitt Peak            | Spacewatch                  |
| 228637 | 2002 CH285             | 10 de febrer de 2002 | Socorro              | LINEAR                      |
| 228638 | 2002 CV302             | 12 de febrer de 2002 | Socorro              | LINEAR                      |
| 228639 | 2002 CA309             | 10 de febrer de 2002 | Socorro              | LINEAR                      |
| 228640 | 2002 EU15              | 6 de març de 2002    | Palomar              | NEAT                        |
| 228641 | 2002 ET19              | 6 de març de 2002    | Socorro              | LINEAR                      |
| 228642 | 2002 EK24              | 5 de març de 2002    | Kitt Peak            | Spacewatch                  |
| 228643 | 2002 EP33              | 11 de març de 2002   | Palomar              | NEAT                        |
| 228644 | 2002 EY33              | 11 de març de 2002   | Palomar              | NEAT                        |
| 228645 | 2002 EW43              | 12 de març de 2002   | Socorro              | LINEAR                      |
| 228646 | 2002 EA53              | 9 de març de 2002    | Socorro              | LINEAR                      |
| 228647 | 2002 EJ64              | 13 de març de 2002   | Socorro              | LINEAR                      |
| 228648 | 2002 EQ75              | 14 de març de 2002   | Palomar              | NEAT                        |
| 228649 | 2002 EQ85              | 9 de març de 2002    | Socorro              | LINEAR                      |
| 228650 | 2002 EU92              | 14 de març de 2002   | Socorro              | LINEAR                      |
| 228651 | 2002 EQ101             | 6 de març de 2002    | Socorro              | LINEAR                      |
| 228652 | 2002 EP120             | 11 de març de 2002   | Kitt Peak            | Spacewatch                  |
| 228653 | 2002 EZ129             | 12 de març de 2002   | Anderson Mesa        | LONEOS                      |
| 228654 | 2002 EQ146             | 14 de març de 2002   | Anderson Mesa        | LONEOS                      |
| 228655 | 2002 FS25              | 19 de març de 2002   | Palomar              | NEAT                        |
| 228656 | 2002 FE31              | 20 de març de 2002   | Palomar              | NEAT                        |
| 228657 | 2002 FD36              | 21 de març de 2002   | Socorro              | LINEAR                      |
| 228658 | 2002 GP2               | 4 d'abril de 2002    | Kvistaberg           | Uppsala-DLR Asteroid Survey |
| 228659 | 2002 GZ3               | 8 d'abril de 2002    | Palomar              | NEAT                        |
| 228660 | 2002 GP11              | 14 d'abril de 2002   | Desert Eagle         | W. K. Y. Yeung              |
| 228661 | 2002 GJ22              | 14 d'abril de 2002   | Haleakala            | NEAT                        |
| 228662 | 2002 GA37              | 2 d'abril de 2002    | Palomar              | NEAT                        |
| 228663 | 2002 GU71              | 9 d'abril de 2002    | Anderson Mesa        | LONEOS                      |
| 228664 | 2002 GM76              | 9 d'abril de 2002    | Socorro              | LINEAR                      |
| 228665 | 2002 GX114             | 11 d'abril de 2002   | Socorro              | LINEAR                      |
| 228666 | 2002 GG131             | 12 d'abril de 2002   | Socorro              | LINEAR                      |
| 228667 | 2002 GK144             | 11 d'abril de 2002   | Palomar              | NEAT                        |
| 228668 | 2002 JF5               | 5 de maig de 2002    | Desert Eagle         | W. K. Y. Yeung              |
| 228669 | 2002 JT10              | 7 de maig de 2002    | Socorro              | LINEAR                      |
| 228670 | 2002 JY21              | 9 de maig de 2002    | Desert Eagle         | W. K. Y. Yeung              |
| 228671 | 2002 JX59              | 9 de maig de 2002    | Socorro              | LINEAR                      |
| 228672 | 2002 JP61              | 8 de maig de 2002    | Socorro              | LINEAR                      |
| 228673 | 2002 JR75              | 10 de maig de 2002   | Socorro              | LINEAR                      |
| 228674 | 2002 JZ80              | 11 de maig de 2002   | Socorro              | LINEAR                      |
| 228675 | 2002 JT86              | 11 de maig de 2002   | Socorro              | LINEAR                      |
| 228676 | 2002 JK91              | 11 de maig de 2002   | Socorro              | LINEAR                      |
| 228677 | 2002 JW118             | 5 de maig de 2002    | Palomar              | NEAT                        |
| 228678 | 2002 JW122             | 6 de maig de 2002    | Palomar              | NEAT                        |
| 228679 | 2002 KH14              | 30 de maig de 2002   | Palomar              | NEAT                        |
| 228680 | 2002 KX15              | 18 de maig de 2002   | Palomar              | NEAT                        |
| 228681 | 2002 LX6               | 1 de juny de 2002    | Socorro              | LINEAR                      |
| 228682 | 2002 LR50              | 7 de juny de 2002    | Kitt Peak            | Spacewatch                  |
| 228683 | 2002 NJ24              | 9 de juliol de 2002  | Socorro              | LINEAR                      |
| 228684 | 2002 NK55              | 9 de juliol de 2002  | Socorro              | LINEAR                      |
| 228685 | 2002 ND61              | 15 de juliol de 2002 | Palomar              | NEAT                        |
| 228686 | 2002 NZ64              | 2 de juliol de 2002  | Palomar              | NEAT                        |
| 228687 | 2002 OA8               | 18 de juliol de 2002 | Palomar              | NEAT                        |
| 228688 | 2002 OF10              | 21 de juliol de 2002 | Palomar              | NEAT                        |
| 228689 | 2002 OR16              | 18 de juliol de 2002 | Socorro              | LINEAR                      |
| 228690 | 2002 OE28              | 18 de juliol de 2002 | Palomar              | NEAT                        |
| 228691 | 2002 OR28              | 22 de juliol de 2002 | Palomar              | NEAT                        |
| 228692 | 2002 PL12              | 5 d'agost de 2002    | Palomar              | NEAT                        |
| 228693 | 2002 PN17              | 6 d'agost de 2002    | Palomar              | NEAT                        |
| 228694 | 2002 PE92              | 14 d'agost de 2002   | Palomar              | NEAT                        |
| 228695 | 2002 PU92              | 14 d'agost de 2002   | Socorro              | LINEAR                      |
| 228696 | 2002 PX95              | 14 d'agost de 2002   | Socorro              | LINEAR                      |
| 228697 | 2002 PP170             | 11 d'agost de 2002   | Palomar              | NEAT                        |
| 228698 | 2002 PF187             | 11 d'agost de 2002   | Palomar              | NEAT                        |
| 228699 | 2002 PX187             | 8 d'agost de 2002    | Palomar              | NEAT                        |
| 228700 | 2002 QH44              | 30 d'agost de 2002   | Palomar              | NEAT                        |

## 228701–228800
| Nom    | Designació provisional | Data de descobriment   | Lloc de descobriment | Descobridor/s            |
| ------ | ---------------------- | ---------------------- | -------------------- | ------------------------ |
| 228701 | 2002 QR57              | 29 d'agost de 2002     | Palomar              | S. F. Hoenig             |
| 228702 | 2002 QH66              | 18 d'agost de 2002     | Palomar              | NEAT                     |
| 228703 | 2002 QM83              | 17 d'agost de 2002     | Palomar              | NEAT                     |
| 228704 | 2002 QC93              | 19 d'agost de 2002     | Palomar              | NEAT                     |
| 228705 | 2002 QY98              | 26 d'agost de 2002     | Palomar              | NEAT                     |
| 228706 | 2002 QA105             | 27 d'agost de 2002     | Palomar              | NEAT                     |
| 228707 | 2002 QB123             | 27 d'agost de 2002     | Palomar              | NEAT                     |
| 228708 | 2002 RG54              | 5 de setembre de 2002  | Socorro              | LINEAR                   |
| 228709 | 2002 RN74              | 5 de setembre de 2002  | Socorro              | LINEAR                   |
| 228710 | 2002 RF148             | 11 de setembre de 2002 | Palomar              | NEAT                     |
| 228711 | 2002 RP169             | 13 de setembre de 2002 | Palomar              | NEAT                     |
| 228712 | 2002 RZ205             | 14 de setembre de 2002 | Palomar              | NEAT                     |
| 228713 | 2002 RD256             | 4 de setembre de 2002  | Palomar              | NEAT                     |
| 228714 | 2002 RM257             | 3 de setembre de 2002  | Palomar              | NEAT                     |
| 228715 | 2002 RH258             | 14 de setembre de 2002 | Palomar              | NEAT                     |
| 228716 | 2002 RK279             | 8 de setembre de 2002  | Haleakala            | NEAT                     |
| 228717 | 2002 SM44              | 29 de setembre de 2002 | Haleakala            | NEAT                     |
| 228718 | 2002 SH52              | 17 de setembre de 2002 | Palomar              | NEAT                     |
| 228719 | 2002 TP                | 1 d'octubre de 2002    | Anderson Mesa        | LONEOS                   |
| 228720 | 2002 TN4               | 1 d'octubre de 2002    | Socorro              | LINEAR                   |
| 228721 | 2002 TV26              | 2 d'octubre de 2002    | Socorro              | LINEAR                   |
| 228722 | 2002 TZ37              | 2 d'octubre de 2002    | Socorro              | LINEAR                   |
| 228723 | 2002 TE40              | 2 d'octubre de 2002    | Socorro              | LINEAR                   |
| 228724 | 2002 TZ51              | 2 d'octubre de 2002    | Socorro              | LINEAR                   |
| 228725 | 2002 TW75              | 1 d'octubre de 2002    | Anderson Mesa        | LONEOS                   |
| 228726 | 2002 TK77              | 1 d'octubre de 2002    | Anderson Mesa        | LONEOS                   |
| 228727 | 2002 TF98              | 3 d'octubre de 2002    | Socorro              | LINEAR                   |
| 228728 | 2002 TM119             | 3 d'octubre de 2002    | Palomar              | NEAT                     |
| 228729 | 2002 TH121             | 3 d'octubre de 2002    | Palomar              | NEAT                     |
| 228730 | 2002 TX124             | 4 d'octubre de 2002    | Palomar              | NEAT                     |
| 228731 | 2002 TV130             | 4 d'octubre de 2002    | Socorro              | LINEAR                   |
| 228732 | 2002 TQ132             | 4 d'octubre de 2002    | Socorro              | LINEAR                   |
| 228733 | 2002 TY132             | 4 d'octubre de 2002    | Palomar              | NEAT                     |
| 228734 | 2002 TW154             | 5 d'octubre de 2002    | Palomar              | NEAT                     |
| 228735 | 2002 TP169             | 3 d'octubre de 2002    | Palomar              | NEAT                     |
| 228736 | 2002 TY204             | 4 d'octubre de 2002    | Socorro              | LINEAR                   |
| 228737 | 2002 TB211             | 7 d'octubre de 2002    | Socorro              | LINEAR                   |
| 228738 | 2002 TU257             | 9 d'octubre de 2002    | Socorro              | LINEAR                   |
| 228739 | 2002 TV275             | 9 d'octubre de 2002    | Socorro              | LINEAR                   |
| 228740 | 2002 TT281             | 10 d'octubre de 2002   | Socorro              | LINEAR                   |
| 228741 | 2002 TQ282             | 10 d'octubre de 2002   | Socorro              | LINEAR                   |
| 228742 | 2002 TA287             | 10 d'octubre de 2002   | Socorro              | LINEAR                   |
| 228743 | 2002 TZ290             | 10 d'octubre de 2002   | Socorro              | LINEAR                   |
| 228744 | 2002 UO37              | 31 d'octubre de 2002   | Palomar              | NEAT                     |
| 228745 | 2002 UE40              | 31 d'octubre de 2002   | Socorro              | LINEAR                   |
| 228746 | 2002 UQ51              | 29 d'octubre de 2002   | Apache Point         | Sloan Digital Sky Survey |
| 228747 | 2002 VH3               | 1 de novembre de 2002  | Palomar              | NEAT                     |
| 228748 | 2002 VA4               | 1 de novembre de 2002  | Palomar              | NEAT                     |
| 228749 | 2002 VY8               | 1 de novembre de 2002  | Palomar              | NEAT                     |
| 228750 | 2002 VH9               | 1 de novembre de 2002  | Socorro              | LINEAR                   |
| 228751 | 2002 VY30              | 5 de novembre de 2002  | Socorro              | LINEAR                   |
| 228752 | 2002 VG31              | 5 de novembre de 2002  | Socorro              | LINEAR                   |
| 228753 | 2002 VT32              | 5 de novembre de 2002  | Socorro              | LINEAR                   |
| 228754 | 2002 VZ35              | 5 de novembre de 2002  | Socorro              | LINEAR                   |
| 228755 | 2002 VK54              | 6 de novembre de 2002  | Socorro              | LINEAR                   |
| 228756 | 2002 VM74              | 7 de novembre de 2002  | Socorro              | LINEAR                   |
| 228757 | 2002 VF80              | 7 de novembre de 2002  | Socorro              | LINEAR                   |
| 228758 | 2002 VZ83              | 7 de novembre de 2002  | Socorro              | LINEAR                   |
| 228759 | 2002 VC90              | 11 de novembre de 2002 | Socorro              | LINEAR                   |
| 228760 | 2002 VW91              | 11 de novembre de 2002 | Socorro              | LINEAR                   |
| 228761 | 2002 VJ102             | 12 de novembre de 2002 | Socorro              | LINEAR                   |
| 228762 | 2002 VR102             | 12 de novembre de 2002 | Socorro              | LINEAR                   |
| 228763 | 2002 VN104             | 12 de novembre de 2002 | Socorro              | LINEAR                   |
| 228764 | 2002 VL128             | 14 de novembre de 2002 | Socorro              | LINEAR                   |
| 228765 | 2002 VH131             | 13 de novembre de 2002 | Kingsnake            | J. V. McClusky           |
| 228766 | 2002 VS146             | 4 de novembre de 2002  | Palomar              | NEAT                     |
| 228767 | 2002 WX5               | 24 de novembre de 2002 | Palomar              | NEAT                     |
| 228768 | 2002 WQ17              | 30 de novembre de 2002 | Socorro              | LINEAR                   |
| 228769 | 2002 WP21              | 24 de novembre de 2002 | Palomar              | NEAT                     |
| 228770 | 2002 WR25              | 16 de novembre de 2002 | Palomar              | NEAT                     |
| 228771 | 2002 XU18              | 5 de desembre de 2002  | Socorro              | LINEAR                   |
| 228772 | 2002 XL20              | 2 de desembre de 2002  | Socorro              | LINEAR                   |
| 228773 | 2002 XT23              | 5 de desembre de 2002  | Socorro              | LINEAR                   |
| 228774 | 2002 XR29              | 5 de desembre de 2002  | Palomar              | NEAT                     |
| 228775 | 2002 XK35              | 8 de desembre de 2002  | Desert Eagle         | W. K. Y. Yeung           |
| 228776 | 2002 XD42              | 6 de desembre de 2002  | Socorro              | LINEAR                   |
| 228777 | 2002 XZ43              | 6 de desembre de 2002  | Socorro              | LINEAR                   |
| 228778 | 2002 XJ52              | 10 de desembre de 2002 | Socorro              | LINEAR                   |
| 228779 | 2002 XP53              | 10 de desembre de 2002 | Palomar              | NEAT                     |
| 228780 | 2002 XS84              | 11 de desembre de 2002 | Socorro              | LINEAR                   |
| 228781 | 2002 XM96              | 5 de desembre de 2002  | Socorro              | LINEAR                   |
| 228782 | 2002 XO104             | 5 de desembre de 2002  | Socorro              | LINEAR                   |
| 228783 | 2002 XX108             | 6 de desembre de 2002  | Socorro              | LINEAR                   |
| 228784 | 2002 XP109             | 6 de desembre de 2002  | Socorro              | LINEAR                   |
| 228785 | 2002 YG7               | 28 de desembre de 2002 | Anderson Mesa        | LONEOS                   |
| 228786 | 2002 YJ9               | 31 de desembre de 2002 | Socorro              | LINEAR                   |
| 228787 | 2002 YH10              | 31 de desembre de 2002 | Socorro              | LINEAR                   |
| 228788 | 2002 YM17              | 31 de desembre de 2002 | Socorro              | LINEAR                   |
| 228789 | 2002 YW20              | 31 de desembre de 2002 | Socorro              | LINEAR                   |
| 228790 | 2002 YJ24              | 31 de desembre de 2002 | Socorro              | LINEAR                   |
| 228791 | 2002 YQ29              | 31 de desembre de 2002 | Socorro              | LINEAR                   |
| 228792 | 2002 YM30              | 31 de desembre de 2002 | Socorro              | LINEAR                   |
| 228793 | 2002 YM33              | 31 de desembre de 2002 | Socorro              | LINEAR                   |
| 228794 | 2003 AT13              | 1 de gener de 2003     | Socorro              | LINEAR                   |
| 228795 | 2003 AY26              | 4 de gener de 2003     | Socorro              | LINEAR                   |
| 228796 | 2003 AC27              | 4 de gener de 2003     | Socorro              | LINEAR                   |
| 228797 | 2003 AX32              | 5 de gener de 2003     | Socorro              | LINEAR                   |
| 228798 | 2003 AO33              | 5 de gener de 2003     | Socorro              | LINEAR                   |
| 228799 | 2003 AP38              | 7 de gener de 2003     | Socorro              | LINEAR                   |
| 228800 | 2003 AL48              | 5 de gener de 2003     | Socorro              | LINEAR                   |

## 228801–228900
| Nom               | Designació provisional | Data de descobriment   | Lloc de descobriment | Descobridor/s |
| ----------------- | ---------------------- | ---------------------- | -------------------- | ------------- |
| 228801            | 2003 AB55              | 5 de gener de 2003     | Socorro              | LINEAR        |
| 228802            | 2003 AP61              | 7 de gener de 2003     | Socorro              | LINEAR        |
| 228803            | 2003 AX62              | 8 de gener de 2003     | Socorro              | LINEAR        |
| 228804            | 2003 AE63              | 8 de gener de 2003     | Socorro              | LINEAR        |
| 228805            | 2003 AW78              | 10 de gener de 2003    | Kitt Peak            | Spacewatch    |
| 228806            | 2003 AA82              | 11 de gener de 2003    | Socorro              | LINEAR        |
| 228807            | 2003 AZ82              | 8 de gener de 2003     | Socorro              | LINEAR        |
| 228808            | 2003 AR88              | 2 de gener de 2003     | Socorro              | LINEAR        |
| 228809            | 2003 AP91              | 5 de gener de 2003     | Anderson Mesa        | LONEOS        |
| 228810            | 2003 BZ2               | 25 de gener de 2003    | Socorro              | LINEAR        |
| 228811            | 2003 BR6               | 24 de gener de 2003    | Palomar              | NEAT          |
| 228812            | 2003 BM14              | 26 de gener de 2003    | Haleakala            | NEAT          |
| 228813            | 2003 BL17              | 26 de gener de 2003    | Haleakala            | NEAT          |
| 228814            | 2003 BP17              | 27 de gener de 2003    | Socorro              | LINEAR        |
| 228815            | 2003 BW24              | 25 de gener de 2003    | Palomar              | NEAT          |
| 228816            | 2003 BE28              | 26 de gener de 2003    | Haleakala            | NEAT          |
| 228817            | 2003 BN31              | 27 de gener de 2003    | Socorro              | LINEAR        |
| 228818            | 2003 BC38              | 27 de gener de 2003    | Anderson Mesa        | LONEOS        |
| 228819            | 2003 BH55              | 27 de gener de 2003    | Haleakala            | NEAT          |
| 228820            | 2003 BJ55              | 27 de gener de 2003    | Haleakala            | NEAT          |
| 228821            | 2003 BV57              | 27 de gener de 2003    | Socorro              | LINEAR        |
| 228822            | 2003 BR62              | 28 de gener de 2003    | Palomar              | NEAT          |
| 228823            | 2003 BF65              | 30 de gener de 2003    | Palomar              | NEAT          |
| 228824            | 2003 BR66              | 30 de gener de 2003    | Anderson Mesa        | LONEOS        |
| 228825            | 2003 BK74              | 29 de gener de 2003    | Palomar              | NEAT          |
| 228826            | 2003 BC80              | 31 de gener de 2003    | Socorro              | LINEAR        |
| 228827            | 2003 BV86              | 26 de gener de 2003    | Anderson Mesa        | LONEOS        |
| 228828            | 2003 CS12              | 2 de febrer de 2003    | Palomar              | NEAT          |
| 228829            | 2003 CO14              | 3 de febrer de 2003    | Anderson Mesa        | LONEOS        |
| 228830            | 2003 DP                | 20 de febrer de 2003   | Haleakala            | NEAT          |
| 228831            | 2003 DN2               | 22 de febrer de 2003   | Palomar              | NEAT          |
| 228832            | 2003 DE3               | 22 de febrer de 2003   | Palomar              | NEAT          |
| 228833            | 2003 DV3               | 22 de febrer de 2003   | Palomar              | NEAT          |
| 228834            | 2003 DL8               | 22 de febrer de 2003   | Palomar              | NEAT          |
| 228835            | 2003 DU8               | 22 de febrer de 2003   | Palomar              | NEAT          |
| 228836            | 2003 DW8               | 22 de febrer de 2003   | Palomar              | NEAT          |
| 228837            | 2003 EY6               | 6 de març de 2003      | Anderson Mesa        | LONEOS        |
| 228838            | 2003 EQ12              | 6 de març de 2003      | Socorro              | LINEAR        |
| 228839            | 2003 EG14              | 7 de març de 2003      | Palomar              | NEAT          |
| 228840            | 2003 EV19              | 6 de març de 2003      | Anderson Mesa        | LONEOS        |
| 228841            | 2003 EZ24              | 6 de març de 2003      | Anderson Mesa        | LONEOS        |
| 228842            | 2003 EN32              | 7 de març de 2003      | Anderson Mesa        | LONEOS        |
| 228843            | 2003 ES46              | 8 de març de 2003      | Socorro              | LINEAR        |
| 228844            | 2003 EX51              | 11 de març de 2003     | Palomar              | NEAT          |
| 228845            | 2003 EQ54              | 7 de març de 2003      | Kitt Peak            | Spacewatch    |
| 228846            | 2003 EG60              | 6 de març de 2003      | Goodricke-Pigott     | R. A. Tucker  |
| 228847            | 2003 FW                | 20 de març de 2003     | Palomar              | NEAT          |
| 228848            | 2003 FC31              | 23 de març de 2003     | Palomar              | NEAT          |
| 228849            | 2003 FP37              | 23 de març de 2003     | Kitt Peak            | Spacewatch    |
| 228850            | 2003 FZ51              | 25 de març de 2003     | Palomar              | NEAT          |
| 228851            | 2003 FD65              | 26 de març de 2003     | Palomar              | NEAT          |
| 228852            | 2003 FJ77              | 27 de març de 2003     | Palomar              | NEAT          |
| 228853            | 2003 FU84              | 28 de març de 2003     | Anderson Mesa        | LONEOS        |
| 228854            | 2003 FP98              | 30 de març de 2003     | Socorro              | LINEAR        |
| 228855            | 2003 FK109             | 31 de març de 2003     | Anderson Mesa        | LONEOS        |
| 228856            | 2003 FN116             | 23 de març de 2003     | Kitt Peak            | Spacewatch    |
| 228857            | 2003 FD120             | 23 de març de 2003     | Palomar              | NEAT          |
| 228858            | 2003 GL                | 1 d'abril de 2003      | Socorro              | LINEAR        |
| 228859            | 2003 GY3               | 1 d'abril de 2003      | Socorro              | LINEAR        |
| 228860            | 2003 GX4               | 1 d'abril de 2003      | Socorro              | LINEAR        |
| 228861            | 2003 GG12              | 1 d'abril de 2003      | Socorro              | LINEAR        |
| 228862            | 2003 GX31              | 8 d'abril de 2003      | Palomar              | NEAT          |
| 228863            | 2003 GO32              | 8 d'abril de 2003      | Socorro              | LINEAR        |
| 228864            | 2003 GL35              | 7 d'abril de 2003      | Palomar              | NEAT          |
| 228865            | 2003 GT47              | 8 d'abril de 2003      | Socorro              | LINEAR        |
| 228866            | 2003 HM4               | 24 d'abril de 2003     | Anderson Mesa        | LONEOS        |
| 228867            | 2003 HS7               | 24 d'abril de 2003     | Anderson Mesa        | LONEOS        |
| 228868            | 2003 HB12              | 25 d'abril de 2003     | Anderson Mesa        | LONEOS        |
| 228869            | 2003 HU21              | 27 d'abril de 2003     | Anderson Mesa        | LONEOS        |
| 228870            | 2003 HL27              | 28 d'abril de 2003     | Socorro              | LINEAR        |
| 228871            | 2003 HQ31              | 26 d'abril de 2003     | Haleakala            | NEAT          |
| 228872            | 2003 HS38              | 29 d'abril de 2003     | Haleakala            | NEAT          |
| 228873            | 2003 HD45              | 29 d'abril de 2003     | Socorro              | LINEAR        |
| 228874            | 2003 HD52              | 30 d'abril de 2003     | Kitt Peak            | Spacewatch    |
| 228875            | 2003 KX3               | 23 de maig de 2003     | Reedy Creek          | J. Broughton  |
| 228876            | 2003 LH4               | 3 de juny de 2003      | Socorro              | LINEAR        |
| 228877            | 2003 MM2               | 23 de juny de 2003     | Anderson Mesa        | LONEOS        |
| 228878            | 2003 ME3               | 25 de juny de 2003     | Socorro              | LINEAR        |
| 228879            | 2003 NF                | 1 de juliol de 2003    | Socorro              | LINEAR        |
| 228880            | 2003 OA8               | 27 de juliol de 2003   | Socorro              | LINEAR        |
| 228881            | 2003 OT8               | 22 de juliol de 2003   | Socorro              | LINEAR        |
| 228882            | 2003 OW17              | 29 de juliol de 2003   | Reedy Creek          | J. Broughton  |
| 228883 Cliffsimak | 2003 PT4               | 2 d'agost de 2003      | Saint-Sulpice        | B. Christophe |
| 228884            | 2003 QK15              | 20 d'agost de 2003     | Palomar              | NEAT          |
| 228885            | 2003 QZ24              | 22 d'agost de 2003     | Palomar              | NEAT          |
| 228886            | 2003 QF28              | 21 d'agost de 2003     | Campo Imperatore     | CINEOS        |
| 228887            | 2003 QR31              | 21 d'agost de 2003     | Palomar              | NEAT          |
| 228888            | 2003 QA67              | 23 d'agost de 2003     | Palomar              | NEAT          |
| 228889            | 2003 QH70              | 22 d'agost de 2003     | Bergisch Gladbac     | W. Bickel     |
| 228890            | 2003 QH78              | 24 d'agost de 2003     | Socorro              | LINEAR        |
| 228891            | 2003 QU99              | 28 d'agost de 2003     | Socorro              | LINEAR        |
| 228892            | 2003 QL115             | 31 d'agost de 2003     | Haleakala            | NEAT          |
| 228893            | 2003 RL8               | 6 de setembre de 2003  | Piszkesteto          | Piszkesteto   |
| 228894            | 2003 RD11              | 13 de setembre de 2003 | Haleakala            | NEAT          |
| 228895            | 2003 RQ22              | 15 de setembre de 2003 | Haleakala            | NEAT          |
| 228896            | 2003 SF11              | 17 de setembre de 2003 | Socorro              | LINEAR        |
| 228897            | 2003 SG22              | 16 de setembre de 2003 | Palomar              | NEAT          |
| 228898            | 2003 SB29              | 18 de setembre de 2003 | Palomar              | NEAT          |
| 228899            | 2003 SG58              | 17 de setembre de 2003 | Anderson Mesa        | LONEOS        |
| 228900            | 2003 ST69              | 17 de setembre de 2003 | Kitt Peak            | Spacewatch    |

## 228901–229000
| Nom    | Designació provisional | Data de descobriment   | Lloc de descobriment | Descobridor/s            |
| ------ | ---------------------- | ---------------------- | -------------------- | ------------------------ |
| 228901 | 2003 SG71              | 18 de setembre de 2003 | Kitt Peak            | Spacewatch               |
| 228902 | 2003 SS79              | 19 de setembre de 2003 | Kitt Peak            | Spacewatch               |
| 228903 | 2003 SN107             | 20 de setembre de 2003 | Palomar              | NEAT                     |
| 228904 | 2003 SO133             | 20 de setembre de 2003 | Kitt Peak            | Spacewatch               |
| 228905 | 2003 SL140             | 19 de setembre de 2003 | Socorro              | LINEAR                   |
| 228906 | 2003 SC141             | 19 de setembre de 2003 | Palomar              | NEAT                     |
| 228907 | 2003 SO145             | 20 de setembre de 2003 | Socorro              | LINEAR                   |
| 228908 | 2003 ST145             | 20 de setembre de 2003 | Palomar              | NEAT                     |
| 228909 | 2003 SZ145             | 20 de setembre de 2003 | Palomar              | NEAT                     |
| 228910 | 2003 SD153             | 19 de setembre de 2003 | Anderson Mesa        | LONEOS                   |
| 228911 | 2003 SA164             | 20 de setembre de 2003 | Anderson Mesa        | LONEOS                   |
| 228912 | 2003 SH169             | 23 de setembre de 2003 | Haleakala            | NEAT                     |
| 228913 | 2003 SD184             | 21 de setembre de 2003 | Kitt Peak            | Spacewatch               |
| 228914 | 2003 ST200             | 22 de setembre de 2003 | Kitt Peak            | Spacewatch               |
| 228915 | 2003 SF206             | 23 de setembre de 2003 | Palomar              | NEAT                     |
| 228916 | 2003 SF214             | 26 de setembre de 2003 | Desert Eagle         | W. K. Y. Yeung           |
| 228917 | 2003 SU217             | 28 de setembre de 2003 | Sierra Nevada        | Sierra Nevada            |
| 228918 | 2003 SM225             | 26 de setembre de 2003 | Socorro              | LINEAR                   |
| 228919 | 2003 SN225             | 26 de setembre de 2003 | Socorro              | LINEAR                   |
| 228920 | 2003 SJ234             | 25 de setembre de 2003 | Palomar              | NEAT                     |
| 228921 | 2003 SZ238             | 27 de setembre de 2003 | Socorro              | LINEAR                   |
| 228922 | 2003 SL245             | 26 de setembre de 2003 | Socorro              | LINEAR                   |
| 228923 | 2003 SB254             | 27 de setembre de 2003 | Kitt Peak            | Spacewatch               |
| 228924 | 2003 ST256             | 28 de setembre de 2003 | Kitt Peak            | Spacewatch               |
| 228925 | 2003 SE267             | 29 de setembre de 2003 | Kitt Peak            | Spacewatch               |
| 228926 | 2003 SQ275             | 29 de setembre de 2003 | Socorro              | LINEAR                   |
| 228927 | 2003 SY284             | 20 de setembre de 2003 | Socorro              | LINEAR                   |
| 228928 | 2003 SN285             | 20 de setembre de 2003 | Socorro              | LINEAR                   |
| 228929 | 2003 SF299             | 29 de setembre de 2003 | Anderson Mesa        | LONEOS                   |
| 228930 | 2003 SC310             | 28 de setembre de 2003 | Socorro              | LINEAR                   |
| 228931 | 2003 SU310             | 29 de setembre de 2003 | Socorro              | LINEAR                   |
| 228932 | 2003 SY319             | 16 de setembre de 2003 | Palomar              | NEAT                     |
| 228933 | 2003 SY320             | 18 de setembre de 2003 | Campo Imperatore     | CINEOS                   |
| 228934 | 2003 SP330             | 26 de setembre de 2003 | Apache Point         | Sloan Digital Sky Survey |
| 228935 | 2003 SK350             | 18 de setembre de 2003 | Palomar              | NEAT                     |
| 228936 | 2003 SC390             | 26 de setembre de 2003 | Apache Point         | Sloan Digital Sky Survey |
| 228937 | 2003 SG411             | 28 de setembre de 2003 | Apache Point         | Sloan Digital Sky Survey |
| 228938 | 2003 TR                | 1 d'octubre de 2003    | Drebach              | Drebach                  |
| 228939 | 2003 TQ6               | 1 d'octubre de 2003    | Anderson Mesa        | LONEOS                   |
| 228940 | 2003 TP14              | 14 d'octubre de 2003   | Anderson Mesa        | LONEOS                   |
| 228941 | 2003 TU16              | 14 d'octubre de 2003   | Palomar              | NEAT                     |
| 228942 | 2003 TB18              | 14 d'octubre de 2003   | Palomar              | NEAT                     |
| 228943 | 2003 TX49              | 3 d'octubre de 2003    | Haleakala            | NEAT                     |
| 228944 | 2003 TD54              | 5 d'octubre de 2003    | Kitt Peak            | Spacewatch               |
| 228945 | 2003 TC57              | 5 d'octubre de 2003    | Socorro              | LINEAR                   |
| 228946 | 2003 TD57              | 5 d'octubre de 2003    | Socorro              | LINEAR                   |
| 228947 | 2003 TQ59              | 3 d'octubre de 2003    | Kitt Peak            | Spacewatch               |
| 228948 | 2003 UX8               | 16 d'octubre de 2003   | Socorro              | LINEAR                   |
| 228949 | 2003 UD53              | 18 d'octubre de 2003   | Palomar              | NEAT                     |
| 228950 | 2003 UT54              | 18 d'octubre de 2003   | Palomar              | NEAT                     |
| 228951 | 2003 UA75              | 17 d'octubre de 2003   | Anderson Mesa        | LONEOS                   |
| 228952 | 2003 UM77              | 17 d'octubre de 2003   | Anderson Mesa        | LONEOS                   |
| 228953 | 2003 UA82              | 18 d'octubre de 2003   | Haleakala            | NEAT                     |
| 228954 | 2003 UQ85              | 18 d'octubre de 2003   | Kitt Peak            | Spacewatch               |
| 228955 | 2003 UO99              | 19 d'octubre de 2003   | Anderson Mesa        | LONEOS                   |
| 228956 | 2003 UC108             | 19 d'octubre de 2003   | Palomar              | NEAT                     |
| 228957 | 2003 UU112             | 20 d'octubre de 2003   | Socorro              | LINEAR                   |
| 228958 | 2003 UV112             | 20 d'octubre de 2003   | Socorro              | LINEAR                   |
| 228959 | 2003 UJ113             | 20 d'octubre de 2003   | Socorro              | LINEAR                   |
| 228960 | 2003 UC114             | 20 d'octubre de 2003   | Socorro              | LINEAR                   |
| 228961 | 2003 UM125             | 20 d'octubre de 2003   | Socorro              | LINEAR                   |
| 228962 | 2003 UT133             | 20 d'octubre de 2003   | Palomar              | NEAT                     |
| 228963 | 2003 UX138             | 16 d'octubre de 2003   | Palomar              | NEAT                     |
| 228964 | 2003 UN139             | 16 d'octubre de 2003   | Palomar              | NEAT                     |
| 228965 | 2003 UC143             | 18 d'octubre de 2003   | Anderson Mesa        | LONEOS                   |
| 228966 | 2003 UD161             | 21 d'octubre de 2003   | Kitt Peak            | Spacewatch               |
| 228967 | 2003 UR162             | 21 d'octubre de 2003   | Socorro              | LINEAR                   |
| 228968 | 2003 UW170             | 19 d'octubre de 2003   | Kitt Peak            | Spacewatch               |
| 228969 | 2003 UT184             | 21 d'octubre de 2003   | Kitt Peak            | Spacewatch               |
| 228970 | 2003 UT196             | 21 d'octubre de 2003   | Kitt Peak            | Spacewatch               |
| 228971 | 2003 UH199             | 21 d'octubre de 2003   | Socorro              | LINEAR                   |
| 228972 | 2003 UL208             | 22 d'octubre de 2003   | Kitt Peak            | Spacewatch               |
| 228973 | 2003 UV217             | 21 d'octubre de 2003   | Socorro              | LINEAR                   |
| 228974 | 2003 UV224             | 22 d'octubre de 2003   | Kitt Peak            | Spacewatch               |
| 228975 | 2003 UB250             | 25 d'octubre de 2003   | Socorro              | LINEAR                   |
| 228976 | 2003 UK266             | 28 d'octubre de 2003   | Socorro              | LINEAR                   |
| 228977 | 2003 UH271             | 17 d'octubre de 2003   | Palomar              | NEAT                     |
| 228978 | 2003 UP272             | 29 d'octubre de 2003   | Kitt Peak            | Spacewatch               |
| 228979 | 2003 UD274             | 29 d'octubre de 2003   | Haleakala            | NEAT                     |
| 228980 | 2003 UZ289             | 23 d'octubre de 2003   | Kitt Peak            | M. W. Buie               |
| 228981 | 2003 UC316             | 22 d'octubre de 2003   | Kitt Peak            | Spacewatch               |
| 228982 | 2003 UF316             | 23 d'octubre de 2003   | Kitt Peak            | Spacewatch               |
| 228983 | 2003 UU322             | 16 d'octubre de 2003   | Kitt Peak            | Spacewatch               |
| 228984 | 2003 UA375             | 22 d'octubre de 2003   | Apache Point         | Sloan Digital Sky Survey |
| 228985 | 2003 VR7               | 15 de novembre de 2003 | Kitt Peak            | Spacewatch               |
| 228986 | 2003 VP11              | 4 de novembre de 2003  | Socorro              | LINEAR                   |
| 228987 | 2003 WP5               | 18 de novembre de 2003 | Palomar              | NEAT                     |
| 228988 | 2003 WN10              | 18 de novembre de 2003 | Kitt Peak            | Spacewatch               |
| 228989 | 2003 WW11              | 18 de novembre de 2003 | Palomar              | NEAT                     |
| 228990 | 2003 WV36              | 19 de novembre de 2003 | Socorro              | LINEAR                   |
| 228991 | 2003 WH55              | 20 de novembre de 2003 | Socorro              | LINEAR                   |
| 228992 | 2003 WV71              | 20 de novembre de 2003 | Socorro              | LINEAR                   |
| 228993 | 2003 WJ72              | 20 de novembre de 2003 | Socorro              | LINEAR                   |
| 228994 | 2003 WO87              | 21 de novembre de 2003 | Palomar              | NEAT                     |
| 228995 | 2003 WO95              | 19 de novembre de 2003 | Anderson Mesa        | LONEOS                   |
| 228996 | 2003 WF101             | 21 de novembre de 2003 | Socorro              | LINEAR                   |
| 228997 | 2003 WM101             | 21 de novembre de 2003 | Catalina             | CSS                      |
| 228998 | 2003 WJ112             | 20 de novembre de 2003 | Socorro              | LINEAR                   |
| 228999 | 2003 WN141             | 21 de novembre de 2003 | Socorro              | LINEAR                   |
| 229000 | 2003 WQ148             | 24 de novembre de 2003 | Palomar              | NEAT                     |